# Socjalizm

Czerwony sztandar – popularny symbol ruchów socjalistycznych (oraz innych ruchów lewicowych)

Socjalizm (łac. socialis – społeczny) – szerokie i wewnętrznie zróżnicowane spektrum idei, doktryn społeczno-ekonomicznych oraz ruchów politycznych, których wspólnym celem jest ustanowienie ładu społecznego opartego na zasadach równości, wspólnotowości, sprawiedliwości społecznej oraz racjonalnego zarządzania gospodarką. Kluczową cechą socjalizmu jest postulat przewagi własności społecznej nad własnością prywatną, szczególnie w odniesieniu do środków produkcji i zasobów naturalnych. W tym ujęciu produkcja dóbr postrzegana jest jako wysiłek zbiorowy, a jej efekty powinny służyć całemu społeczeństwu, a nie wyłącznie właścicielom kapitału.
Socjalizm może przybierać różne formy – od radykalnych (rewolucyjnych), zakładających głęboką przebudowę stosunków społecznych (w tym niekiedy odrzucenie instytucji takich jak rodzina, religia, klasy społeczne czy państwo), po nurty umiarkowane (ewolucyjne), opowiadające się za stopniowymi reformami w ramach istniejących struktur. Istnieje wiele odmian socjalizmu – zarówno w teorii, jak i praktyce historycznej – co czyni go jedną z najbardziej różnorodnych tradycji myśli politycznej. Już w latach 20. XX wieku Angelo Rappoport wyróżniał ponad czterdzieści definicji socjalizmu, co potwierdza jego wielowymiarowość.
W ujęciu marksistowskim socjalizm stanowi fazę rozwoju społecznego następującą po kapitalizmie, prowadzącą do bezklasowego społeczeństwa komunistycznego. W praktyce politycznej termin ten bywa też używany w odniesieniu do niektórych nurtów anarchizmu czy syndykalizmu.
Współczesna refleksja filozoficzna nad socjalizmem koncentruje się nie tylko na organizacji gospodarki, ale także na wartościach, które mają ją uzasadniać – takich jak równość, wolność, solidarność i demokracja. W odróżnieniu od kapitalizmu, w którym środki produkcji są własnością prywatną i kontrolowane przez właścicieli kapitału, socjalizm zakłada, że powinny one znajdować się pod efektywną kontrolą pracowników lub wspólnoty jako całości.
Socjalizm wywodzi się od filozofii rozwijanej na przełomie XVIII i XIX wieku przez działaczy, tj. Henriego de Saint-Simon, Pierre’a Leroux, Charles’a Fouriera i Roberta Owena. Celem ówczesnych socjalistów było zbudowanie społeczeństwa, w którym wszyscy jego członkowie mieliby równy stan posiadania, gdzie siły rynkowe nie są głównym mechanizmem podziału bogactwa oraz państwa, w którym funkcjonowanie społeczeństwa opiera się nie na własności prywatnej, lecz na wspólnej własności, współpracy i altruizmie.
Teoretykami socjalizmu połowy XIX w. byli między innymi: Karol Marks, Fryderyk Engels, Pierre-Joseph Proudhon i Michaił Bakunin – twórcy kolejno marksizmu, anarchizmu i anarchokolektywizmu. Wkrótce, na gruncie marksistowskiej wersji socjalizmu, powstały ideologie: komunistyczna oraz socjaldemokratyczna. Elementy ideologii socjalistycznej są łączone m.in. z: chrześcijaństwem, islamem, nacjonalizmem etc.

## Pochodzenie słowa socjalizm
Termin socjalizm przypisuje się najczęściej francuskim filozofom i ekonomistom Pierre’owi Leroux'owi i Marie Roch Louis Reybaud. W Wielkiej Brytanii słowo to zostało użyte po raz pierwszy przez twórcę ruchu spółdzielczego Roberta Owena w 1827.
Słowo to miało oznaczać model wspólnoty lub własności publicznej mający swój zalążek już w starożytności. Utopijni socjaliści odwoływali się między innymi do perskiego filozofa Mazdaka, który zalecał ustanowienie posiadłości komunalnej i pracę na rzecz dobra publicznego. Za zalążek myśli socjalistycznej (choć z wieloma kontrowersjami) uznaje się też poglądy Platona i Arystotelesa.
Według niektórych relacji, użycie słów socjalizm lub komunizm było związane z postrzeganiem religii w danej kulturze. W Europie komunizm został uznany za bardziej ateistyczny, w Anglii jednak słowo komunizm kojarzyło się z komunią, a więc miało podtekst katolicki, więc ateiści w ruchu robotniczym nazywali siebie socjalistami

## Teoria społeczna i polityczna

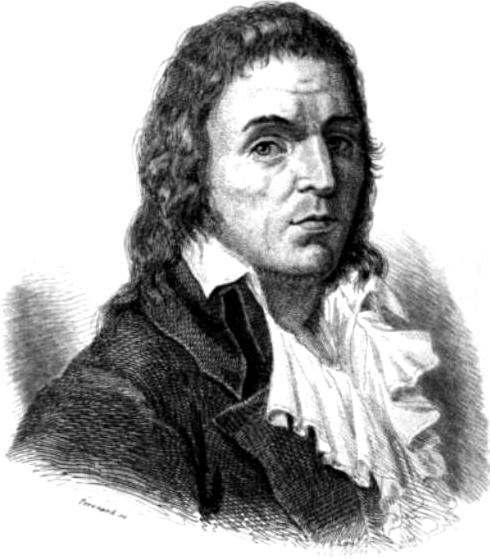
François Noël Babeuf, twórca ideologii babuwizm

Wczesna myśl socjalistyczna czerpała wpływy z różnorodnych filozofii, takich jak republikanizm obywatelski, racjonalizm oświeceniowy, romantyzm, formy materializmu, chrześcijaństwo (zarówno katolickie, jak i protestanckie), prawo naturalne i teoria praw naturalnych, utylitaryzm oraz liberalna gospodarka polityczna. Inną filozoficzną podstawą znacznej części wczesnego socjalizmu było pojawienie się pozytywizmu w epoce europejskiego oświecenia. Pozytywizm zakładał, że zarówno świat naturalny, jak i społeczny może być zrozumiany poprzez wiedzę naukową i analizowany przy użyciu metod naukowych.
Socjaliści źródeł swojej ideologii szukali już w filozofiach starożytnych m.in. w filozofii Mazdaka, Platona i Arystotelesa. W okresie średniowiecza i reformacji narodziło się wiele grup religijnych mających charakter protosocjalistyczny. Grupy te czerpały na ogół inspirację z Biblii. Niektóre odłamy purytanizmu w okresie wojny domowej w Anglii (szczególnie diggerzy) również nawoływały do zniesienia prywatnej własności i zaprowadzenia radykalnej równości.
Krytyka własności prywatnej zyskała na popularności w oświeceniu. Duże wpływy zyskały prace Jeana-Jacques’a Rousseau. W Rozprawie o pochodzeniu i podstawach nierówności między ludźmi (1755) dowodził on, że powstanie własności prywatnej było źródłem upadku moralnego ludzkości. Do radykalnej równości i wspólnoty własności nawoływały niektóre grupy okresu rewolucji francuskiej. Najbardziej znanym aktywistą był François Noël Babeuf, postulujący wspólną własność ziem i ogółu gospodarki oraz polityczną równość obywateli. Do poglądów Babeufa nawiązali nie tylko utopijni socjaliści, czartyści, ale także Marks i Engels, a jego doktryna – mimo prześladowań ze strony władz – posiadała wielu zwolenników. Zasady Babeufa noszą nazwę babuwizmu. Babeuf utworzył organizację zwaną jako Sprzysiężenie Równych.
Podstawowym celem socjalizmu jest osiągnięcie zaawansowanego poziomu produkcji materialnej, a co za tym idzie – większej wydajności, efektywności i racjonalności w porównaniu z kapitalizmem i wszystkimi wcześniejszymi systemami, zgodnie z poglądem, że rozszerzenie ludzkich możliwości produkcyjnych stanowi podstawę rozszerzenia wolności i równości w społeczeństwie. Wiele form teorii socjalistycznej zakłada, że ludzkie zachowanie jest w dużej mierze kształtowane przez środowisko społeczne. W szczególności socjalizm zakłada, że normy społeczne, wartości, cechy kulturowe i praktyki ekonomiczne są tworem społecznym, a nie wynikiem niezmiennych praw natury. Przedmiotem ich krytyki nie jest więc ludzka chciwość ani świadomość, lecz warunki materialne i stworzone przez człowieka systemy społeczne (tj. struktura ekonomiczna społeczeństwa), które dają początek obserwowanym problemom społecznym i nieefektywnościom. Bertrand Russell, często uważany za ojca filozofii analitycznej, identyfikował się jako socjalista. Sprzeciwiał się aspektom marksizmu dotyczącym walki klas, postrzegając socjalizm wyłącznie jako dostosowanie stosunków ekonomicznych do nowoczesnej produkcji maszynowej, mające na celu przyniesienie korzyści całej ludzkości poprzez stopniowe zmniejszanie koniecznego czasu pracy.
Socjaliści postrzegają kreatywność jako istotny aspekt ludzkiej natury i definiują wolność jako stan, w którym jednostki mogą wyrażać swoją kreatywność bez przeszkód ze strony zarówno niedoborów materialnych, jak i przymusowych instytucji społecznych. Socjalistyczna koncepcja indywidualności jest powiązana z ideą indywidualnej ekspresji twórczej. Karol Marks wierzył, że rozszerzenie sił wytwórczych i technologii stanowi podstawę rozszerzenia ludzkiej wolności oraz że socjalizm – jako system zgodny ze współczesnym rozwojem technologicznym – umożliwi rozkwit „wolnych indywidualności” poprzez stopniowe zmniejszanie koniecznego czasu pracy. Redukcja koniecznego czasu pracy do minimum dałaby jednostkom możliwość rozwoju ich prawdziwej indywidualności i kreatywności.

### Krytyka kapitalizmu
Socjaliści argumentują, że akumulacja kapitału generuje marnotrawstwo poprzez efekty zewnętrzne, które wymagają kosztownych działań regulacyjnych. Zwracają także uwagę na to, że ten proces tworzy nieefektywne branże i praktyki, które istnieją jedynie po to, by wygenerować wystarczający popyt na produkty, takie jak agresywna reklama, aby mogły zostać sprzedane z zyskiem, a tym samym tworzą popyt zamiast go zaspokajać. Socjaliści twierdzą, że kapitalizm składa się z nieracjonalnej działalności, takiej jak kupowanie towarów tylko po to, aby sprzedać je później, gdy ich cena wzrośnie – a nie w celu konsumpcji – nawet jeśli danego towaru nie można sprzedać z zyskiem osobom potrzebującym. Z tego powodu kluczową krytyką socjalistyczną jest to, że „zarabianie pieniędzy” lub akumulacja kapitału nie odpowiada zaspokajaniu potrzeb (produkcji wartości użytkowych). Podstawowym kryterium działalności gospodarczej w kapitalizmie jest akumulacja kapitału w celu ponownego inwestowania w produkcję, co jednak napędza rozwój nowych, nieproduktywnych branż, które nie wytwarzają wartości użytkowej, a jedynie istnieją po to, by podtrzymywać proces akumulacji (w przeciwnym razie system popada w kryzys), na przykład rozwój sektora finansowego, co przyczynia się do powstawania baniek ekonomicznych. Taka akumulacja i ponowne inwestowanie, gdy wymaga stałej stopy zysku, powoduje problemy, jeśli dochody w pozostałej części społeczeństwa nie rosną proporcjonalnie.
Socjaliści postrzegają stosunki własności prywatnej jako ograniczające potencjał sił wytwórczych w gospodarce. Według socjalistów, własność prywatna staje się przestarzała, gdy koncentruje się w scentralizowanych, uspołecznionych instytucjach, które nie opierają się na prywatnej apropriacji dochodów – lecz na pracy kooperatywnej i wewnętrznym planowaniu alokacji nakładów – aż do momentu, gdy rola kapitalisty staje się zbędna. Bez potrzeby akumulacji kapitału i klasy właścicieli, własność prywatna środków produkcji jest postrzegana jako przestarzała forma organizacji gospodarczej, którą należy zastąpić wolnym stowarzyszeniem jednostek opartym na publicznej lub wspólnej własności tych uspołecznionych zasobów. Prywatna własność narzuca ograniczenia w planowaniu, prowadząc do nieskoordynowanych decyzji gospodarczych, które skutkują wahaniami koniunktury, bezrobociem i ogromnym marnotrawstwem zasobów materialnych w czasie kryzysów nadprodukcji.

### Rola państwa

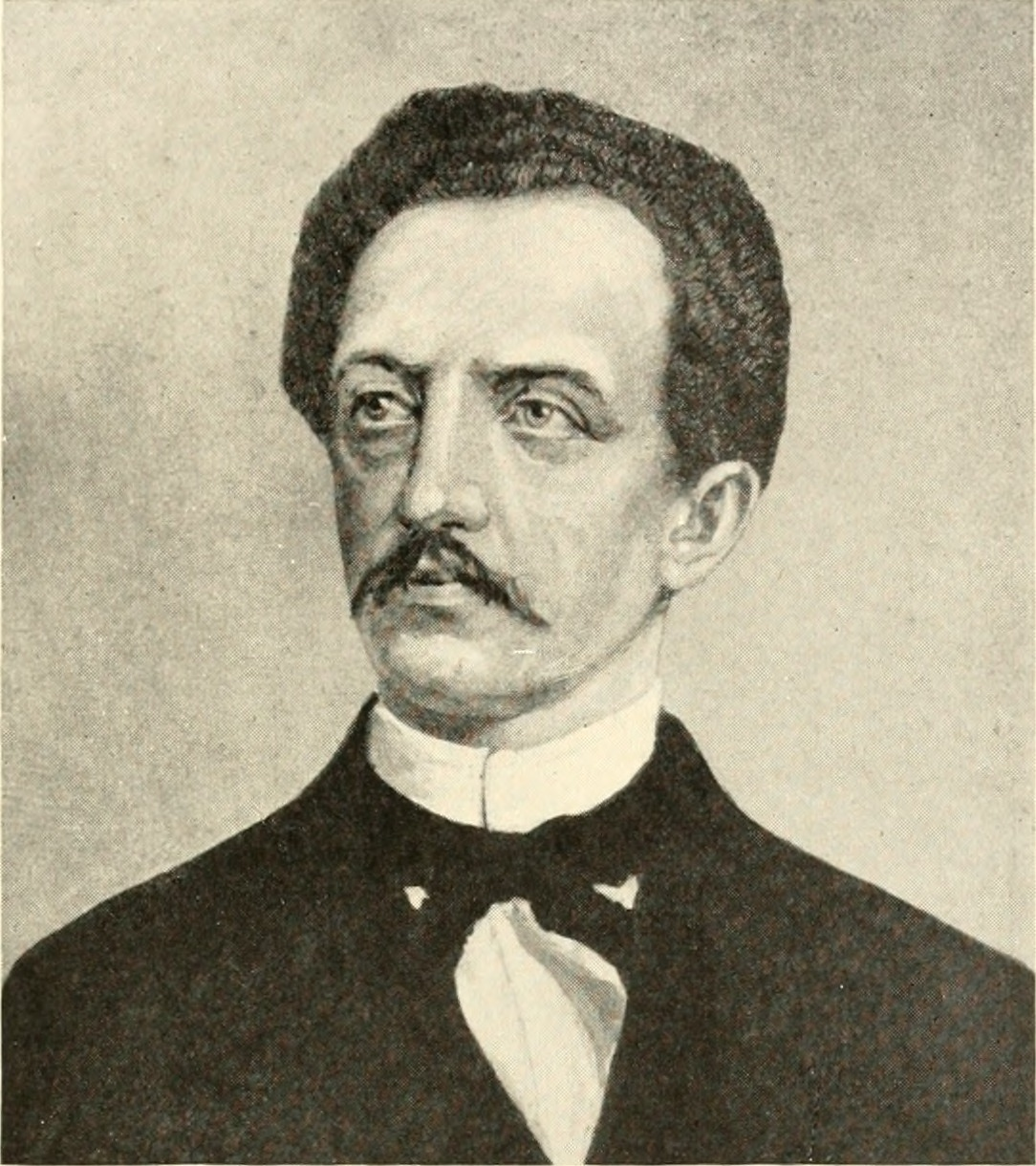
Ferdinand Lassalle uważał państwo za byt niezależny od przynależności klasowych i instrument sprawiedliwości, który będzie niezbędny do osiągnięcia socjalizmu

Socjaliści przyjmowali różne stanowiska dotyczące państwa i jego roli w walce rewolucyjnej, w budowie socjalizmu oraz w funkcjonowaniu ustalonej gospodarki socjalistycznej.
W XIX wieku filozofia socjalizmu państwowego została po raz pierwszy wyraźnie sformułowana przez niemieckiego filozofa politycznego Ferdinanda Lassalle’a. W przeciwieństwie do poglądu Karol Marksa na państwo, Lassalle odrzucił koncepcję państwa jako struktury władzy opartej na klasach, której główną funkcją jest zachowanie istniejących struktur klasowych. Lassalle odrzucał również marksistowską tezę, że państwo jest przeznaczone do „zaniku”. Uważał państwo za byt niezależny od przynależności klasowych i instrument sprawiedliwości, który będzie niezbędny do osiągnięcia socjalizmu.
Przed bolszewicką rewolucją w Rosji wielu socjalistów – w tym reformiści, ortodoksyjni marksiści, komuniści rad, anarchiści i wolnościowi socjaliści – krytykowało pomysł wykorzystywania państwa do prowadzenia planowania centralnego i posiadania środków produkcji jako sposobu ustanowienia socjalizmu. Po zwycięstwie leninizmu w Rosji idea „socjalizmu państwowego” szybko rozprzestrzeniła się w ruchu socjalistycznym i ostatecznie zaczęła być utożsamiana z radzieckim modelem gospodarczym.
Joseph Schumpeter odrzucał utożsamienie socjalizmu i własności społecznej z państwową własnością środków produkcji, ponieważ państwo w obecnej formie jest produktem społeczeństwa kapitalistycznego i nie może być przeniesione do innej struktury instytucjonalnej. Schumpeter twierdził, że w socjalizmie istniałyby inne instytucje niż te, które istnieją w nowoczesnym kapitalizmie, tak jak feudalizm miał swoje własne, odmienne i unikalne formy instytucjonalne. Państwo, podobnie jak pojęcia własności i opodatkowania, są koncepcjami właściwymi dla społeczeństwa handlowego (kapitalistycznego), a próba umieszczenia ich w kontekście przyszłego społeczeństwa socjalistycznego byłaby zniekształceniem tych pojęć poprzez używanie ich poza ich właściwym kontekstem.
Natomiast Edward Abramowski był autorem koncepcji socjalizmu bezpaństwowego, który polegał na przejściu z systemu burżuazyjnego do systemu socjalistycznego (bezpaństwowego). Zakładała ona w pełni pokojowe odrzucenie państwa i systemu kapitalistycznego na rzecz wolnego społeczeństwa, opartego na dobrowolnych stowarzyszeniach z uspołecznioną gospodarką.

### Socjalizm utopijny kontra naukowy
Socjalizm utopijny to termin używany do określenia pierwszych nurtów nowoczesnej myśli socjalistycznej, reprezentowanej przez dzieła Henriego de Saint-Simona, Charlesa Fouriera i Roberta Owena, które inspirowały Karola Marksa i innych wczesnych socjalistów. Wizje wyimaginowanych idealnych społeczeństw, które konkurowały z rewolucyjnymi ruchami socjaldemokratycznymi, były postrzegane jako niezakorzenione w materialnych warunkach społeczeństwa i jako reakcyjne. Chociaż technicznie możliwe jest, aby dowolny zestaw idei lub osoba żyjąca w dowolnym czasie w historii była socjalistą utopijnym, termin ten najczęściej stosuje się do socjalistów żyjących w pierwszej ćwierci XIX wieku, którzy zostali tak nazwani przez późniejszych socjalistów w sposób pejoratywny – aby zasugerować naiwność i odrzucić ich idee jako fantastyczne lub nierealistyczne.

### Reformy kontra rewolucja
Socjaliści rewolucyjni wierzą, że rewolucja społeczna jest konieczna, by dokonać strukturalnych zmian w społeczno-ekonomicznej strukturze społeczeństwa. Wśród rewolucyjnych socjalistów istnieją różnice w strategii, teorii i definicji rewolucji. Ortodoksyjni marksiści i lewicowi komuniści przyjmują stanowisko niemożności reform, wierząc, że rewolucja powinna być spontaniczna w wyniku sprzeczności w społeczeństwie wywołanych zmianami technologicznymi w siłach wytwórczych. Włodzimierz Lenin teoretyzował, że w kapitalizmie robotnicy nie są w stanie osiągnąć świadomości klasowej wykraczającej poza organizację w związki zawodowe i wysuwanie żądań wobec kapitalistów. Dlatego leniniści twierdzą, że historycznie konieczne jest, aby awangarda świadomych klasowo rewolucjonistów odegrała centralną rolę w koordynowaniu rewolucji społecznej w celu obalenia państwa kapitalistycznego i ostatecznie samej instytucji państwa. Rewolucja nie jest jednak koniecznie rozumiana przez socjalistów rewolucyjnych jako gwałtowne powstanie, ale raczej jako całkowity demontaż i szybka transformacja wszystkich obszarów społeczeństwa klasowego, prowadzona przez większość mas – klasę pracującą.
Reformizm jest najczęściej kojarzony z socjaldemokracją oraz z demokratycznym socjalizmem opartym na stopniowym wprowadzaniu zmian. To pogląd, według którego socjaliści powinni brać udział w wyborach parlamentarnych w ramach istniejącego systemu kapitalistycznego, a po zdobyciu mandatu – wykorzystywać instytucje państwowe do wprowadzania reform politycznych i społecznych, mających na celu ograniczenie niestabilności i niesprawiedliwości kapitalizmu.
W nurcie socjalistycznym reformizm ma dwa różne znaczenia. W pierwszym – oznacza odejście od dążenia do wprowadzenia socjalizmu i sprzeciw wobec głębokich zmian strukturalnych w gospodarce. W drugim – traktuje reformy nie jako cel sam w sobie, lecz jako narzędzie: choć same reformy nie tworzą ustroju socjalistycznego, mogą pomóc w upowszechnieniu idei socjalizmu i zyskać poparcie klasy pracującej dla dalszych, bardziej radykalnych przemian.
Debata nad tym, czy socjaldemokratyczny reformizm może doprowadzić do przekształcenia społeczeństwa w kierunku socjalistycznym, trwa od ponad stu lat. Reformizm bywa krytykowany jako wewnętrznie sprzeczny: z jednej strony dąży do przezwyciężenia kapitalizmu, z drugiej – stara się poprawiać warunki życia w jego ramach, co może czynić sam system bardziej akceptowalnym i trudniejszym do zakwestionowania. Róża Luksemburg twierdziła, że reformy nie podważają kapitalizmu, lecz przeciwnie – „wzmacniają go poprzez rozwój reform społecznych”. Podobnie Stan Parker z Socjalistycznej Partii Wielkiej Brytanii argumentował, że reformy odciągają uwagę socjalistów od ich głównego celu i są ograniczone, ponieważ muszą dostosowywać się do zasad funkcjonowania kapitalizmu.
Francuski teoretyk społeczny André Gorz również krytykował tradycyjny reformizm, proponując trzecią drogę między reformą a rewolucją. Zaproponował koncepcję „reform niezorientowanych na reformizm” – czyli takich, które nie służą jedynie łagodzeniu skutków kapitalizmu, lecz zmierzają do jego strukturalnej przemiany.

### Socjalizm w marksizmie

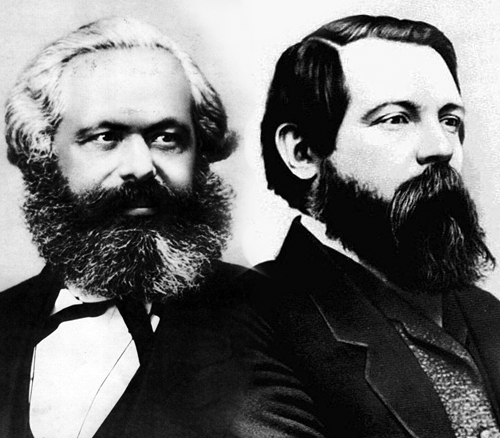
Karol Marks i Fryderyk Engels uważali socjalizm za niższą fazę społeczeństwa komunistycznego.

Marks nazwał socjalizm „pierwszą” albo niższą fazą społeczeństwa komunistycznego.

Stosując dialektyczną ideę rozwoju do analizy kształtowania się przyszłego społeczeństwa, klasycy marksizmu-leninizmu doszli do wniosku, iż socjalizm i komunizm to dwa zgodne z prawami rozwoju społecznego stadia nowej formacji społeczno-ekonomicznej. [...] Żaden kraj nie może od razu osiągnąć komunizmu, pomijając socjalistyczny stopień rozwoju; socjalizm – to obiektywne i konieczne stadium w rozwoju komunistycznej formacji społeczno-ekonomicznej.

Społeczeństwo socjalistyczne nazywane jest pierwszym stopniem komunizmu, ponieważ umocniły się już w nim liczne ważne cechy właściwe całej komunistycznej formacji społeczno-ekonomicznej, przede wszystkim społeczna własność środków produkcji. Rozwój socjalizmu i jego przerastanie w komunizm to jednocześnie proces przygotowywania warunków obumierania państwa.
W ustroju socjalistycznym obowiązuje zasada „od każdego według jego zdolności, każdemu według jego pracy”. Państwa rządzone przez partie komunistyczne oficjalnie określały się jako socjalistyczne, chociaż socjaldemokraci i trockiści uważali to określenie za nieadekwatne.

#### Podstawowe prawo ekonomiczne socjalizmu
Według ekonomii marksistowskiej przejście środków produkcji na własność społeczną zmienia w zasadniczy sposób motywy i cel produkcji.

Celem socjalizmu jest coraz pełniejsze zaspokojenie rosnących materialnych i kulturalnych potrzeb narodu poprzez nieustanne rozwijanie i doskonalenie produkcji społecznej.

Cel ten nie jest niczym innym, jak świadomym wyrazem obiektywnej prawidłowości ekonomicznej, właściwej produkcji socjalistycznej. Tak właśnie formułuje się w literaturze ekonomicznej podstawowe prawo ekonomiczne socjalizmu, które charakteryzuje istotę socjalistycznego sposobu produkcji: nieprzerwany wzrost i doskonalenie produkcji na bazie przodującej techniki i kolektywnej pracy w celu jak najpełniejszego zaspokojenia stale rosnących potrzeb i wszechstronnego rozwoju wszystkich członków społeczeństwa.

## Ekonomia

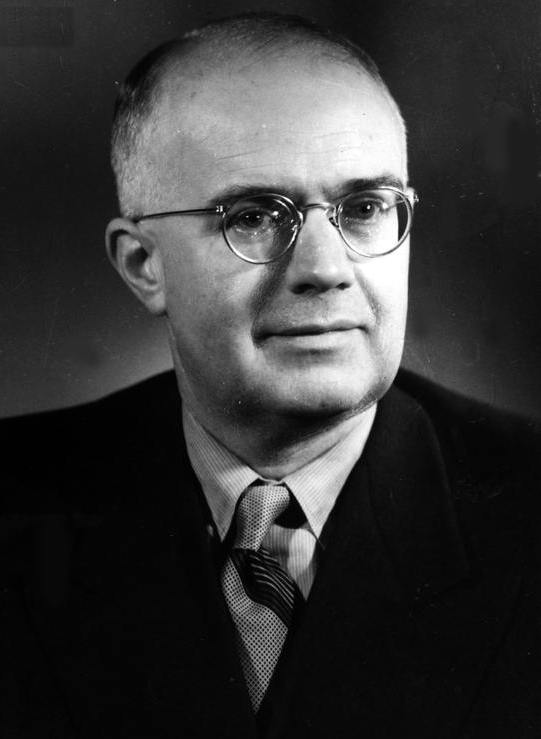
Oskar Lange, twórca m.in. modelu model Langego

Ekonomia socjalistyczna opiera się na założeniu, że „jednostki nie żyją ani nie pracują w izolacji, lecz współdziałają ze sobą. Ponadto wszystko, co ludzie produkują, jest w pewnym sensie produktem społecznym, a każdemu, kto przyczynia się do wytworzenia danego dobra, należy się udział w tym produkcie. Dlatego społeczeństwo jako całość powinno posiadać lub przynajmniej kontrolować własność dla dobra wszystkich swoich członków”.
Pierwotna koncepcja socjalizmu zakładała system gospodarczy, w którym produkcja organizowana jest bezpośrednio w celu wytwarzania dóbr i usług ze względu na ich użyteczność (czyli wartość użytkową w rozumieniu ekonomii klasycznej i marksistowskiej), przy bezpośredniej alokacji zasobów w jednostkach fizycznych, a nie na podstawie obliczeń finansowych i ekonomicznych praw kapitalizmu. Oznaczało to często eliminację kapitalistycznych kategorii ekonomicznych, takich jak czynsz, odsetki, zysk czy pieniądz. W w pełni rozwiniętej gospodarce socjalistycznej produkcja oraz równoważenie nakładów i rezultatów traktowane są jako proces techniczny, realizowany przez inżynierów.
Socjalizm rynkowy odnosi się do różnych teorii i systemów ekonomicznych, w których mechanizm rynkowy wykorzystywany jest do organizacji produkcji i alokacji czynników produkcji między społecznie posiadanymi przedsiębiorstwami. Nadwyżka ekonomiczna (zyski) trafia nie do właścicieli prywatnych, lecz do społeczeństwa w postaci dywidendy społecznej. Warianty socjalizmu rynkowego obejmują propozycje libertariańskie, takie jak mutualizm, oparty na ekonomii klasycznej, oraz modele neoklasyczne, jak model Langego. Niektórzy ekonomiści, m.in. Joseph Stiglitz, Mancur Olson i inni, którzy nie występują bezpośrednio z pozycji antysocjalistycznych, wskazali na logiczne błędy lub niewykonalne założenia w obowiązujących modelach gospodarczych, które miałyby stanowić podstawę dla demokratycznego lub rynkowego socjalizmu. Krytyka ta została uwzględniona w nowszych modelach socjalizmu rynkowego rozwijanych przez Johna Roemera i Nicholasa Vrousalisa.
Własność środków produkcji w systemie socjalistycznym może przyjmować różne formy: może być bezpośrednio posiadana przez użytkowników (np. poprzez spółdzielnie pracownicze), wspólnie przez całe społeczeństwo, przy czym zarządzanie i kontrola delegowane są użytkownikom tych środków, lub też należeć do państwa (własność publiczna). Własność publiczna może obejmować tworzenie przedsiębiorstw państwowych, nacjonalizację, municypalizację lub autonomiczne instytucje kolektywne. Część socjalistów uważa, że w gospodarce socjalistycznej przynajmniej „strategiczne sektory gospodarki” powinny znajdować się w rękach publicznych. Z kolei liberałowie gospodarczy oraz libertarianie prawicowi postrzegają prywatną własność środków produkcji i wymianę rynkową jako byty naturalne lub prawa moralne, centralne dla ich pojęcia wolności. W związku z tym postrzegają własność publiczną, spółdzielczość i planowanie gospodarcze jako naruszenie wolności jednostki.
Zarządzanie i kontrola działalności przedsiębiorstw w systemie socjalistycznym opierają się na samozarządzaniu i samorządności, z równymi relacjami władzy w miejscu pracy, mającymi na celu maksymalizację autonomii zawodowej. Organizacja socjalistyczna dąży do eliminacji hierarchii kontrolnych, pozostawiając jedynie hierarchię opartą na wiedzy technicznej. Każdy członek przedsiębiorstwa posiadałby uprawnienia decyzyjne i mógłby uczestniczyć w formułowaniu ogólnych celów polityki przedsiębiorstwa. Realizacją tych celów zajmowaliby się specjaliści techniczni tworzący koordynacyjną hierarchię przedsiębiorstwa, opracowujący plany lub dyrektywy dla wspólnoty pracowniczej.
Rola i funkcja pieniądza w hipotetycznej gospodarce socjalistycznej pozostają kwestią sporną. Socjaliści XIX wieku, tacy jak Karol Marks, Robert Owen, Pierre-Joseph Proudhon i John Stuart Mill, proponowali różne formy bonów pracy lub kredytów pracy, które — podobnie jak pieniądz — służyłyby do nabywania dóbr konsumpcyjnych, lecz w odróżnieniu od pieniądza nie mogłyby zostać przekształcone w kapitał i nie byłyby wykorzystywane do alokacji zasobów w procesie produkcji. Rewolucjonista bolszewicki Lew Trocki argumentował, że pieniądza nie można arbitralnie znieść po rewolucji socjalistycznej. Według niego pieniądz musi najpierw „wyczerpać swoją historyczną misję”, co oznacza, że będzie wykorzystywany dopóty, dopóki jego funkcje nie staną się zbędne — z czasem zostanie zastąpiony przez dokumentację księgową dla statystyków, a dopiero w dalszej przyszłości jego rola zaniknie całkowicie.
Zarówno socjaldemokraci, jak i socjaliści demokratyczni odrzucają radziecki model planowania centralnego oraz system nakazowo-rozdzielczy charakterystyczny dla XX-wiecznych państw socjalistycznych. Demokratyczny socjalizm można definiować jako system gospodarczy, w którym środki produkcji są własnością społeczną lub podlegają kolektywnej kontroli, a decyzje gospodarcze są podejmowane w ramach systemu politycznej demokracji. Jego zwolennicy odrzucają autorytarny model, podkreślając znaczenie aktywnego udziału obywateli i pracowników. Różnią się także od zwolenników „trzeciej drogi”, reprezentowanej przez współczesną socjaldemokrację. Podczas gdy socjaldemokraci akceptują kapitalizm, starając się łagodzić jego skutki za pomocą państwa opiekuńczego, socjaliści demokratyczni dążą do jego przekształcenia w system socjalistyczny. Niemniej, wielu z nich popiera stopniowe reformy i interwencjonizm gospodarczy jako narzędzia transformacji systemowej.

### Centralne planowanie
Gospodarka planowa jest rodzajem gospodarki składającym się z mieszanej własności publicznej środków produkcji i dystrybucji za pośrednictwem centralnego planowania. Enrico Barone przedstawił kompleksowe teoretyczne ramy planowanej gospodarki socjalistycznej. W jego modelu, przy założeniu idealnych technik obliczeniowych, dojdzie do zrównoważenia podaży i popytu. Najbardziej widocznym przykładem gospodarki planowanej jest system gospodarczy Związku Radzieckiego, scentralizowanie zaplanowany model jest zwykle związany z państwami komunistycznymi XX wieku, gdzie zostały połączone z jednopartyjnym systemem politycznym. W gospodarce centralnie planowanej decyzje dotyczące ilości towarów i usług, które mają być produkowane są z góry zaplanowane przez agencję planowania. Chociaż gospodarka radziecka była nominalnie centralnie planowana, w praktyce planowanie opracowane było na podstawie informacji gromadzonych i przekazywanych z państwowych przedsiębiorstw do ministerstw gospodarki. Gospodarka ustalała ceny dla producentów i konsumentów towarów, tym samym gospodarka radziecka była alternatywą dla rynku (popyt i podaż). System ten, jako autorytarny według krytyków, został odrzucony przez główny nurt socjalizmu. Ewenementem w państwach o gospodarce zbliżonej do radzieckiej była Jugosławia, gdzie był praktykowany pewien stopień samorządności.
Socjalistyczna krytyka modelu planowanego podkreśla fakt, że gospodarka radziecka została skonstruowana na akumulacji kapitału i wydobyciu wartości dodatkowej z pracowników przez agencję planowania w celu inwestycji nadwyżki w nowe produkcje. Stąd środowiska lewicowe ukuły nowy termin „państwowa gospodarka kapitalistyczna”. Jeszcze inni socjaliści skupili się na braku samorządu i scentralizowanych uprawnień władzy w modelu radzieckim, co ich zdaniem uczyniło system ZSRR nie socjalistycznym, określanym przez nich mianem biurokratycznego kolektywizmu, kapitalizmu państwowego lub zdeformowanego państwa robotniczego.

### Zdecentralizowana i samorządna gospodarka planowa

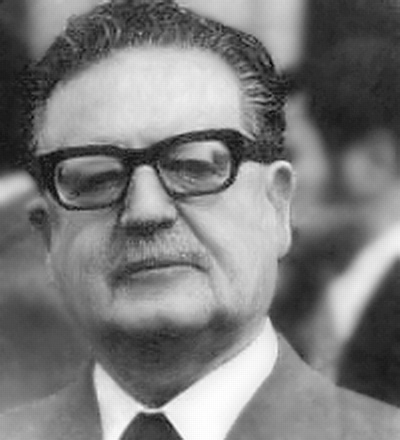
Salvador Allende, lewicowy prezydent Chile w latach 1970–1973

Samozarządzająca, zdecentralizowana gospodarka to model ekonomiczny oparty na autonomicznych, samoregulujących się jednostkach gospodarczych oraz zdecentralizowanym mechanizmie alokacji zasobów i podejmowania decyzji. Koncepcja ta uzyskała poparcie ekonomistów klasycznych i neoklasycznych, w tym Alfreda Marshalla, Johna Stuarta Milla oraz Jaroslava Vaneka. Istnieje wiele wariantów systemów samozarządzania, obejmujących m.in. przedsiębiorstwa zarządzane przez pracowników oraz firmy zarządzane przez pracę. Głównymi celami tego modelu są eliminacja wyzysku oraz ograniczenie alienacji.
Jedną z form samozarządzania jest socjalizm gildyjny, stanowiący ruch polityczny opowiadający się za kontrolą przemysłu przez pracowników poprzez cechy zawodowe, pozostające w domniemanym kontraktowym stosunku z ogółem społeczeństwa. Ruch ten powstał w Wielkiej Brytanii i osiągnął największy wpływ w pierwszym ćwierćwieczu XX wieku.
Przykładem takiego systemu jest gospodarka spółdzielcza, funkcjonująca w warunkach w dużej mierze wolnorynkowych, w której zarządzanie przedsiębiorstwami odbywa się przez samych pracowników, a podział wynagrodzeń i pracy ustalany jest demokratycznie. Zasoby produkcyjne znajdują się w prawnej własności spółdzielni i są wynajmowane pracownikom, którzy posiadają do nich prawa użytkowania (używalność).
Inną formą zdecentralizowanego planowania jest wykorzystanie cybernetyki, czyli systemów komputerowych służących do zarządzania alokacją zasobów ekonomicznych. Przykładem takiego podejścia był eksperyment rządu Salvadora Allende w Chile znany jako projekt Cybersyn, stanowiący system przepływu informacji w czasie rzeczywistym między rządem, przedsiębiorstwami państwowymi a konsumentami. Projekt ten poprzedzony był podobnymi inicjatywami w Związku Radzieckim, w szczególności planowanym systemem OGAS, który miał pełnić funkcję ogólnokrajowej sieci informacyjnej, lecz nie został wdrożony ze względu na konflikty i sprzeczne interesy biurokratyczne.
Nowszą odmianą zdecentralizowanego planowania jest ekonomia uczestnicząca, opierająca się na planowaniu gospodarczym przez zdecentralizowane rady pracowników i konsumentów. W tym modelu wynagrodzenia przyznawane są wyłącznie w oparciu o wysiłek i poświęcenie, co oznacza, że osoby wykonujące pracę niebezpieczną, uciążliwą lub wyczerpującą otrzymują najwyższe dochody, a tym samym mogą pracować krócej.
Współczesny model samozarządzającego się socjalizmu pozarynkowego przedstawił Pat Devine, proponując koncepcję koordynacji negocjowanej. System ten opiera się na społecznej własności zasobów przez osoby dotknięte ich użyciem, a decyzje podejmowane są na najbardziej lokalnym poziomie produkcji.
Michel Bauwens wskazuje na rozwój ruchu otwartego oprogramowania i produkcji peer-to-peer jako nowej, alternatywnej formy produkcji, stanowiącej alternatywę zarówno dla gospodarki kapitalistycznej, jak i centralnie planowanej. Opiera się ona na współzarządzaniu, wspólnej własności zasobów oraz produkcji dóbr użytkowych dzięki swobodnej współpracy producentów mających dostęp do rozproszonego kapitału.
Gospodarka byłej Socjalistycznej Federacyjnej Republiki Jugosławii oparta była na rynkowej alokacji zasobów, społecznej własności środków produkcji oraz samozarządzaniu w ramach przedsiębiorstw. System ten, wprowadzony po reformach w 1953, zastąpił centralne planowanie typu radzieckiego zdecentralizowanym, samozarządzającym się modelem.
Ekonomista marksistowski Richard D. Wolff stwierdził, że „reorganizacja produkcji w taki sposób, by pracownicy wspólnie i samodzielnie zarządzali swoim miejscem pracy”, nie tylko umożliwia wyjście poza kapitalizm i państwowy socjalizm XX wieku, ale stanowiłaby także kolejny etap rozwoju społecznego, porównywalny z przejściem od niewolnictwa i feudalizmu do społeczeństw nowoczesnych. Jako przykład skutecznego zastosowania tej idei Wolff wskazuje Mondragon Corporation, określając go jako „zdumiewająco skuteczną alternatywę wobec kapitalistycznej organizacji produkcji”.

### Planowanie ekonomiczne

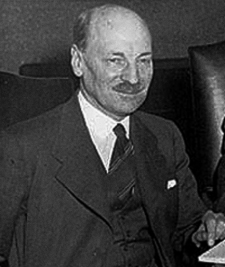
Clement Richard Attlee, premier Wielkiej Brytanii z ramienia Partii Pracy w latach 1945–1951

Planowanie ekonomiczne to system, w którym spółdzielnie są właścicielami środków produkcji, ale działalność gospodarcza jest kierowana do pewnego stopnia przez agencję rządową i mechanizmy koordynacji. Różni się od scentralizowanej gospodarki planowanej w mikroekonomicznym podejmowaniu decyzji. Model ten realizowany był przez rząd Clementa Attleego. Nacjonalizacja w Wielkiej Brytanii została osiągnięta poprzez uspołecznienie przemysłu (tj. odszkodowania). British Aerospace została połączona z największymi firmami lotniczymi takimi jak: British Aircraft Corporation, Hawker Siddeley. British Shipbuilders również została połączona z innymi spółkami stoczniowymi (Cammell Laird, Govan Shipbuilders, Swan Hunter, i Yarrow Shipbuilders). Kopalnie węgla kamiennego zostały znacjonalizowane w 1947.

### Socjalizm rynkowy
Socjalizm rynkowy łączy własność publiczną z mechanizmami rynkowymi. Środki produkcji są własnością publiczną lub są wspólnie eksploatowane w celach zarobkowych. W socjalizmie rynkowym środki produkcji składałyby się z państwowych lub wspólnotowych przedsiębiorstw działających w gospodarce rynkowej. Generowany zysk miałby być używany do bezpośredniego wynagrodzenia pracowników, programów państwowych lub finansowania instytucji publicznych. Miałoby to w założeniu eliminować lub znacznie zmniejszać zapotrzebowanie na różne formy opodatkowania, które istnieją w systemach kapitalistycznych. Najstarsze modele formy socjalizmu rynkowego zostały opracowane przez Enrico Barone w 1908 i Oskara R. Lange (ok. 1936). Zaproponowali oni, aby centralnie planowane poziomy cen ustalane były metodą prób i błędów. Neoklasyczny ekonomista Léon Walras uważał, że gospodarka socjalistyczna oparta na własności państwowej ziemi i zasobów naturalnych stanowi podstawę finansów publicznych, dzięki czemu podatki dochodowe byłyby niepotrzebne. Niektóre koncepcje socjalizmu rynkowego zbliżają się w zakresie postulowanych, rynkowych metod gospodarowania w ramach własności publicznej do modelu kapitalizmu państwowego.
Obecny system gospodarczy Chin jest formalnie zatytułowany jako socjalistyczna gospodarka rynkowa z chińskimi cechami. Łączy on w sobie duży sektor państwowy i sektor prywatny, operujący głównie wokół przemysłu lekkiego. Strefa prywatna w 2005 wypracowała między 33% a 70% PKB. Chińska gospodarka składa się ze 150 przedsiębiorstw państwowych które podlegają bezpośrednio centralnemu rządowi chińskiemu. W 2008 państwowe korporacje stały się bardziej dynamiczne i generowały duży wzrost przychodów dla państwa, w wyniku czego w 2009, mimo kryzysu gospodarczego na świecie, gospodarka chińska prężnie się rozwijała. Wietnam przyjął podobny model po reformach gospodarczych Đổi Mới, wietnamski rząd zachowuje jednak ścisłą kontrolę nad sektorami państwowym i branż strategicznych, ale pozwala na działalność sektora prywatnego w produkcji towarowej.

## Historia

### Protosocjalizm
Poprzednikiem doktryny socjalistycznej był protosocjalizm, do rozwoju tej idei przyczyniła się m.in. reformacja. W okresie reformacji w Europie działali tacy myśliciele jak Tomasz Morus i Tommaso Campanella propagujący reformę społeczeństwa i religii. Ruch osłabł po pojawieniu się purytanów. Następnie powstały takie grupy jak lewelerzy, którzy popierali reformy wyborcze, progresywne opodatkowanie i ustrój republikański.
Najbardziej znanym aktywistą z przełomu XVIII i XIX wieku był François Noël Babeuf. To z poglądów Babeufa czerpał ruch czartystowski, działający w latach 1836–1849. Nazwa czartystów wzięła się z petycji wydanej do parlamentu, „Karta praw ludu” z 1842 (The People’s Charter).

### Początki ruchu

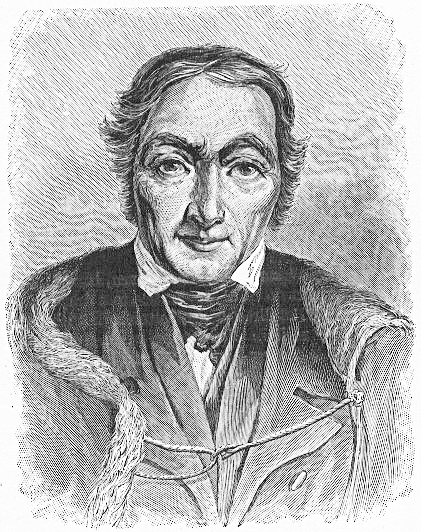
Robert Owen walijski działacz socjalistyczny i spółdzielczy, przedstawiciel socjalizmu utopijnego

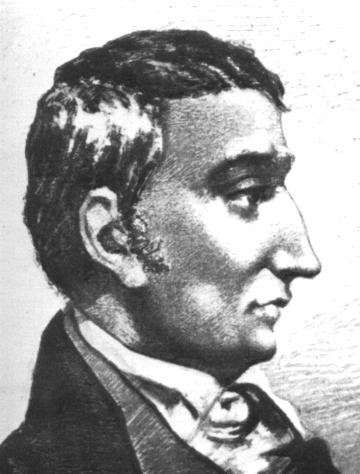
Henri de Saint-Simon przedstawiciel socjalizmu utopijnego

Za pierwszego socjalistę współczesnego niekiedy uznawany jest Henri de Saint-Simon, postulował on budowę nowego, socjalistycznego społeczeństwa które eliminowałoby będące poza kontrolą społeczeństwa aspekty kapitalizmu i opierało się na równości szans. Zdaniem de Saint-Simona praca w nowym społeczeństwie nagradzana była poprzez wkład i zdolności pracownika. Słowo socjalizm według Saint-Simona miało być przeciwieństwem liberalnej doktryny indywidualizmu. Socjaliści utopijni odrzucali indywidualizm w znaczeniu postulowanym przez liberalizm, uznawali że nie rozwiąże on problemów społecznych; ubóstwa, ucisku i nierówności. Ich zdaniem indywidualizm wspierał egoizm i społeczeństwo oparte na konkurencji. Socjalizm, w przeciwieństwie do indywidualizmu, miał być społeczeństwem opartym na współpracy międzyludzkiej.
Pierwszymi zachodnioeuropejskimi krytykami struktur społecznych byli: Robert Owen, Charles Fourier, Pierre-Joseph Proudhon, Louis Blanc, Charles Hall i Saint Simon, działacze ci byli pierwszymi socjalistami współczesnymi, krytykującymi ubóstwo i nierówności z czasów rewolucji przemysłowej. Według Owena, dotychczasowy ład społeczny miały zastąpić małe spółdzielcze komuny opierające się na własności publicznej. Charles Fourier stawiał za punkt odniesienia indywidualne pragnienia jednostki, i zakładał, że praca musi być dla ludzi przyjemna.
Owen zaangażował się w ruch spółdzielczy, działacz ten znany jest z założenia firm działającej na zasadach socjalizmu w New Lanark. Pracownicy osady dysponowali ubezpieczeniami społecznymi oraz dziesięcioipółgodzinnym dniem pracy. Owenowskie osady komunalne powstały też w Stanach Zjednoczonych. Podobne projekty zaprojektowali Fourier i Étienne Cabet, którzy utworzyli na terenie USA spółdzielcze osady.
Na ruch socjalistyczny duży wpływ miały tradycje związkowe. Istotne znaczenie dla rozwoju ruchu miały wystąpienia robotnicze, począwszy od męczenników z Tolpuddle (związek farmerów w Wielkiej Brytanii).

#### Komuna Paryska

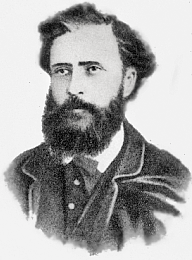
Walery Antoni Wróblewski, dowódca w powstaniu styczniowym, generał Komuny Paryskiej i założyciel I Międzynarodówki

18 marca 1871 wybuchł zryw rewolucyjny, zwany jako Komuna Paryska. Bezpośrednią przyczyną rebelii była wieść o poddaniu się wojsk francuskich w wojnie z Prusami. Oburzeni mieszkańcy zajęli stolicę i powołali własne oddziały. Wojska wierne rządowi zaatakowały Paryż, zostały jednak odparte przez komunardów, a część wojskowych przeszła na stronę rewolucji. Komunardzi podzielili się na przedstawicieli większości i mniejszości. Większość stanowili blankiści. Grupa domagała się uspołecznienia i nowych wyborów. Mniejszość domagała się reform społecznych, nie godziła się jednak na walkę z opozycją. Zdaniem działaczy mniejszości państwo powinno zostać zlikwidowane, a na jego miejsce powinny powstawać lokalne komuny zrzeszone w prowincje, Stany Zjednoczone Europy, a następnie republikę światową. Na czele mniejszości stali proudhoniści.
W Komunie udział wzięli obcokrajowcy którzy następnie włożyli duży wkład w tworzenie rewolucyjnych organizacji politycznych, byli to m.in. Jarosław Dąbrowski i Walery Wróblewski. Kulminacyjnym momentem stłumienia Komuny był krwawy tydzień, podczas którego doszło do porachunków między rządem a komunardami.

### I i II Międzynarodówka
Międzynarodowe Stowarzyszenie Robotników (IWA), znane potem jako Pierwsza Międzynarodówka, zostało założone w Londynie w 1864. Genezą powstania międzynarodowej organizacji łączącej ruch socjalistyczny było brutalne stłumienie przez rosyjskiego cara powstania styczniowego, aktywnie wspieranego przez światowy ruch robotniczy. IWA przeprowadziła pierwszą konferencję w 1865, a jej pierwszy kongres odbył się w Genewie w 1866. Ze względu na różnorodność filozofii w Międzynarodówce, od samego początku istniał spór między marksistami a mutualistami pod przywództwem kolektywisty Michaiła Bakunina. Międzynarodówka początkowo stawiała sobie za cel walkę o prawa pracownicze i pomoc strajkującym robotnikom. Na skutek sporu między Bakuninem a Marksem, IWA rozpadła się w 1877.
Idee Marksa i Engelsa z biegiem czasu zdobywały coraz większą popularność, w szczególności w Europie Środkowej. Socjaliści postanowili po raz drugi zjednoczyć się w organizacji międzynarodowej. W 1889, na stulecie rewolucji francuskiej z 1789, powstała Druga Międzynarodówka. W kongresie założycielskim udział brało 384 delegatów z 20 krajów, reprezentujących około 300 organizacji pracowniczych i socjalistycznych. II Międzynarodówka określana była jako Międzynarodówka Socjalistyczna. Engels został wybrany honorowym prezesem II Międzynarodówki w czasie trzeciego kongresu w 1893. W pracach Międzynarodówki Socjalistycznej nie brali udziału anarchiści, którzy utworzyli kilka lat wcześniej Międzynarodówkę Antyautorytarną.

### Konflikt między rewolucjonistami a reformistami
Sukcesy wyborcze partii robotniczych we Francji i Niemczech doprowadziły do powstania w ruchu socjalistycznym nurtu reformistycznego. Po śmierci Marksa, na łamach partii socjaldemokratycznych, doszło do serii dyskusji nad interpretacjami jego filozofii. Kluczowe różnice, które doprowadziły do wykształcenia szeregu zwalczających się frakcji, dotyczyły metody dojścia do komunizmu – socjalizm rewolucyjny opowiadał się za przejściem gwałtownym, reformizm zakładał stopniowe, pokojowe przekształcenia.
Reformiści (Georg von Vollmar) uważali, że partie socjaldemokratyczne powinny zawiązywać sojusze z liberałami. W 1899 do rządu Francji wszedł działacz robotniczy Alexander Millerand, tym samym padł on ofiarą krytyki lewego skrzydła ruchu socjalistycznego. Obok reformizmu rozwijał się rewizjonizm, którego czołowym reprezentantem był Eduard Bernstein. Bernstein, mimo przywiązania do tez Marksa, widział – jego zdaniem – błędne tezy, szczególnie ostro krytykując m.in. materializm historyczny.
Fryderyk Engels skrytykował propozycje sojuszu z liberałami, uważając, że w ten sposób niemiecka socjaldemokracja nie wprowadzi postulowanych przez siebie reform.

### Rozwój polskiego socjalizmu

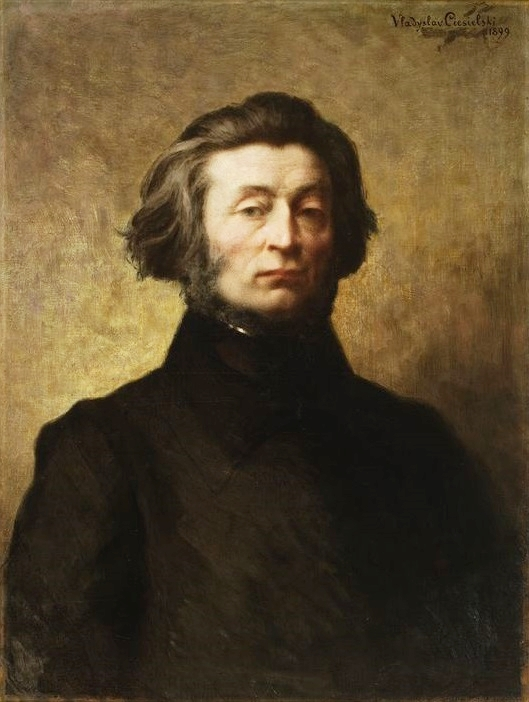
Adam Mickiewicz pozostawał pod wyraźnym wpływem idei socjalistycznych.

Za jednego z pierwszych działaczy głoszących idee określane później jako socjalistyczne uważany jest Franciszek Gorzkowski. Gorzkowski żyjący w latach 1760-1830 uczestniczył w powstaniu kościuszkowskim oraz był członkiem klubu jakobinów polskich, dążył do wybuchu rewolucji chłopskiej na ziemi siedleckiej oraz głosił hasła ustanowienia systemu republikańskiego. Historyk Adam Próchnik uważał za zasadne włączenie Gorzkowskiego do grona prekursorów socjalizmu na ziemiach polskich, choć rzeczą dyskusyjną jest, czy ruch skupiony wokół jego osoby oparty był w całości na wyznawanych przez niego wartościach, a więc czy przynależy do historii socjalizmu. Na pewno jednak był nurtem emancypacyjnym.
Na początku XIX wieku socjaliści polscy stanowili małą grupę mającą większe wpływy na emigracji niż w ojczyźnie. Do większego zainteresowania socjalizmem doszło po upadku powstania listopadowego gdy Polacy znajdujący się na emigracji zetknęli się z poglądami Roberta Owena czy Saint-Simona. Pod wyraźnym wpływem ideologii socjalistycznej znajdowali się m.in. Bohdan Jański, Leonard Rettel, Piotr Semeneńko, Joachim Lelewel oraz Adam Mickiewicz. Socjalizm wywierał wpływ na wywodzące się z czerwonych ugrupowania takie jak Towarzystwo Demokratyczne Polskie, Zemstę Ludu i ruch Młodej Polski. W 1835 część brytyjskich działaczy TDP utworzyła ugrupowanie pod nazwą Lud Polski, w kierownictwie organizacji znaleźli się socjaliści tacy jak Seweryn Dziewicki Stanisław Worcell, Tadeusz Krępowiecki i Zenon Świętosławski, organizacja kontynuowała działalność do 1846 gdy jej działacze wrócili do kraju.
W okresie działalności TDP w kraju działał ksiądz Piotr Ściegienny, kierujący konspiracyjną organizacją Związek Chłopski. W 1845 Walenty Stefański założył ugrupowanie o tendencjach socjalistycznych, działające pod nazwą Związek Plebejuszów. Zadeklarowanym socjalistą był Edward Dembowski, przyszły przywódca powstania krakowskiego. Dembowski opowiadał się za likwidacją własności prywatnej na rzecz własności socjalistycznej. Na terenie zaboru austriackiego działał Julian Goslar. W 1847 zwolennicy Joachima Lelewela przyjęli uchwałę londyńskiego Kongresu Socjalistycznego. Po upadku ruchu rewolucyjnego roku 1848 znaczenie socjalizmu zmalało, sytuację tę zmieniła wojna krymska. W 1858 reaktywowany został Lud Polski Świętosławskiego, organizacja weszła w skład Związku Międzynarodowego. Celem nowej organizacji było utworzenie republiki socjalistycznej. W 1861 w Łodzi doszło do jednego z pierwszych polskich wystąpień robotniczych a proletariat bierze udział w powstaniu styczniowym. Przed 1861 dochodziło do strajków między innymi w Królewskiej Hucie (1847), Siemianowicach, Rybniku i Mysłowicach (1850). Pierwszą polską gazetą o profilu socjalistycznym była założona w 1866 „Gmina”, kolejnym pismem była powstała w 1870 „Zmowa”. W 1870 przedstawiciele ruchu socjalistyczne weszli w skład Zjednoczenia emigracji polskiej.
Emigracja polska w Paryżu dość licznie wzięła udział w Komunie Paryskiej w której uczestniczyli między innymi dowódcy powstania styczniowego Jarosław Dąbrowski i Walery Wróblewski. Po upadku Komuny Wróblewski wyemigrował do Londynu, gdzie działał w Międzynarodowym Stowarzyszeniu Robotników, znanym później jako I Międzynarodówka. W czasie rozłamu między zwolennikami Marksa i Bakunina, Wróblewski opowiedział się za stanowiskiem Marksa.

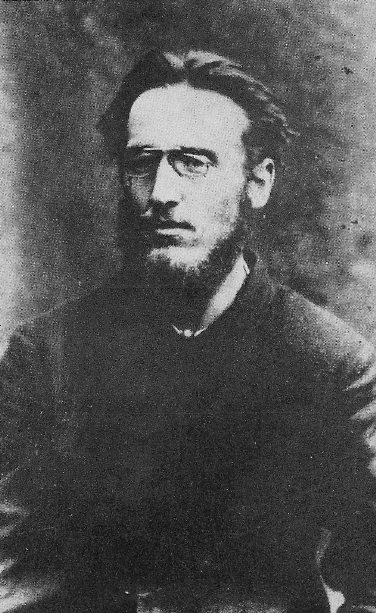
Ludwik Waryński, założyciel pierwszej polskiej partii politycznej, Wielki Proletariat

Do strajków zainicjowanych przez struktury socjalistyczne doszło w Poznaniu w 1871 i 1872. Od 1871 działalność na terenie Galicji prowadził Bolesław Limanowski. W 1878 Ludwik Waryński założył organizację młodzieży robotniczej i studenckiej. W 1879 opublikowany został Program socjalistów polskich zwany również programem brukselskim. Z inicjatywy Waryńskiego 1882 założona została pierwsza polska partia robotnicza, Międzynarodowa Socjalno-Rewolucyjna Partia Proletariat przez historyków nazywana jako I Proletariat lub Wielki Proletariat, organizacja ta została jednak rozbita przez carską policję. Organizacja dążyła do ogólnoświatowej rewolucji socjalistycznej i likwidacji kapitalizmu. Dwa lata po rozbiciu I Proletariatu powstał II Proletariat.
W latach 70. w ruchu socjalistycznym doszło do pierwszych napięć na tle ideologicznym. Limanowski podkreślał polski patriotyzm i dążenie do walki o niepodległość. Założona w Genewie organizacja Limanowskiego Lud Polski wydała w 1881 broszurę Patriotyzm i socjalizm, która uznała została za ideologiczny manifest ugrupowania. Waryński zwracał natomiast uwagę na kosmopolityzm i elitaryzm. Nawiązywał ścisłe relacje z rosyjską Wolą Ludu oraz odrzucał dawne hasła niepodległościowe ruchu robotniczego. Ludwik Waryński pochodził z Ukrainy, działał jednak na terenie całej Polski i za granicą. W 1880 był jednym z trzydziestu pięciu oskarżonych w procesie działaczy socjalistycznych, uniknął jednak wyroku. Założony przez niego Wielki Proletariat określany był jako awangarda rewolucji. Działacze partii założyli fundusz robotniczy z którego finansowano działalność partii i prowadzenie strajków. Po udanym strajku w Żyradowie w kwietniu 1884, czołowi członkowie partii zostali skazani na śmierć, wśród straconych działaczy znalazł się sam Waryński.
W latach 80. XIX wieku działały organizacje takie jak Gmina Narodowo-Socjalistyczna Limanowskiego, od 1889 działał Związek Robotników Polskich. ZRP początkowo był przeciwny hasłom niepodległościowym, z czasem jednak w programie ugrupowania pojawiły się hasła niepodległościowe.
W Paryżu, w dniach od 17 do 23 listopada 1892 odbył się zjazd socjalistów polskich na którym podjęto decyzję o powołaniu Polskiej Partii Socjalistycznej i Związku Zagranicznego Socjalistów Polskich. Przywódcą nowej partii został Limanowski. W manifeście programowym jako cel proklamowano niepodległość narodową, która miała zostać osiągnięta w sposób pokojowy oraz ustanowienie dyktatury proletariatu. Gazeta PPS Robotnik redagowana była przez Józefa Piłsudskiego a gazetę drukowano w Londynie skąd przewożono ją do Rosji. Pierwsze kółka PPS-u w Kongresówce powstały w 1893 a w czerwcu tego samego roku odbył się I Kongres partii. W 1892 działalność rozpoczęła Polska Partia Socjalno-Demokratyczna Galicji i Śląska Cieszyńskiego (PPSD) kierowana przez Ignacego Daszyńskiego a rok później w Katowicach założona została Polska Partia Socjalistyczna Zaboru Pruskiego. Zarówno PPSD i PPS Zaboru Pruskiego miały program zbliżony do PPS-u lecz zachowały odrębność, druga organizacja cieszyła się jednak znikomym poparciem, w Wielkopolsce tracąc na rzecz endecji i Narodowego Związku Robotniczego.

### Rewolucja październikowa

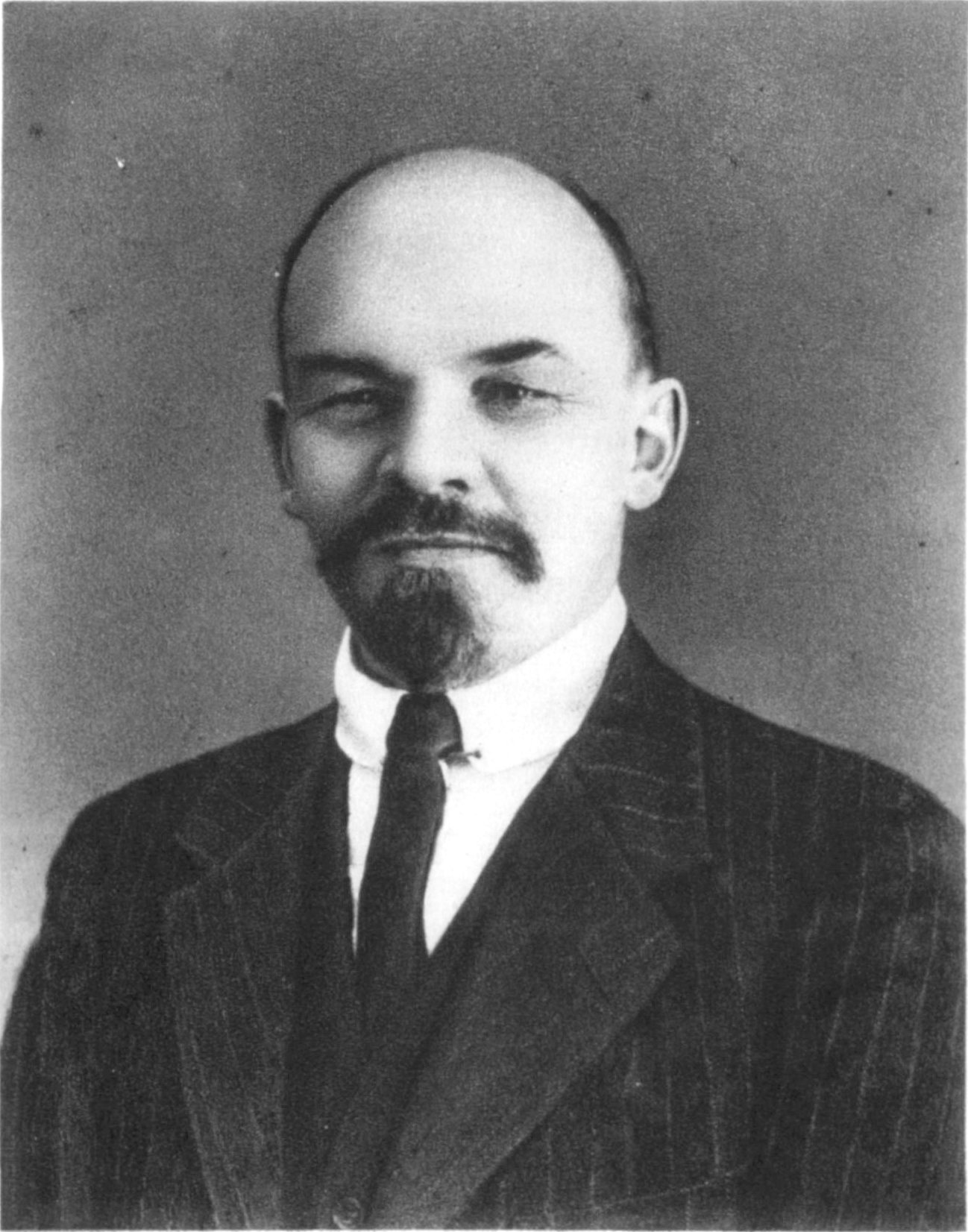
Włodzimierz Lenin, przedstawiciel ruchu rewolucyjnego wewnątrz II Międzynarodówki

I wojna światowa doprowadziła do podziałów w II Międzynarodówce, spór dotyczył głównie poparcia partii socjalistycznych dla wojny światowej i coraz większego rozłamu między rewolucjonistami a reformistami. W lutym 1917 wybuchła rewolucja w Rosji, która obaliła carat i wprowadziła swobody obywatelskie. Jednocześnie robotnicy, żołnierze i chłopi zaczęli wybierać wielopartyjne rady delegatów, które stały się organem dwuwładzy. We wrześniu 1917 Rosja stała się państwem republikańskim, a Rząd Tymczasowy zwołał wybory do Zgromadzenia Konstytucyjnego. W kwietniu tego roku ze Szwajcarii do Rosji przybył Włodzimierz Lenin, wzywając do obalenia Rządu Tymczasowego (składającego się wówczas z koalicji liberałów i socjalistów-rewolucjonistów (eserowców)) z hasłem przekazania całej władzy w ręce rad. W październiku liderzy bolszewików, Włodzimierz Lenin i Lew Trocki, podjęli decyzję o zamachu stanu przeciw Rządowi Tymczasowemu, a Komitet Centralny partii bolszewickiej (przy sprzeciwie Lwa Kamieniewa i Grigorija Zinowiewa opowiadających się za powołaniem rządu koalicyjnego wszystkich partii socjalistycznych Rosji (tj. eserowców, bolszewików i mienszewików)) uchwalił powstanie zbrojne. W nocy z 6 na 7 listopada 1917 (24/25 października s.s) bolszewicy obalili rząd Aleksandra Kiereńskiego (z Partii Socjalistów-Rewolucjonistów (eserowców)). Wydarzenie to przeszło do historii jako rewolucja październikowa. Nowy rząd zaproponował natychmiastowe zawieszenie broni na wszystkich frontach i oddanie gruntów rolnych w ręce chłopów. Na gruncie pragmatyzmu politycznego Lenin porzucił tezę Marksa dotyczącą priorytetu ekonomii nad polityką.
Rząd Tymczasowy rozpisał we wrześniu 1917 wybory do Zgromadzenia Ustawodawczego Rosji (Konstytuanty). Odbyły się one już po przewrocie bolszewickim, na przełomie listopada i grudnia 1917. Wybory do Konstytuanty wygrała Partia Socjalistów-Rewolucjonistów zdobywając 17 943 000 głosów (40,4%) wobec 10 661 000 (24%) oddanych na bolszewików. Konstytuanta została rozpędzona przez bolszewików przy użyciu siły po pierwszym posiedzeniu, w czasie którego odmówiła samorozwiązania i przekazania swoich kompetencji Radzie Komisarzy Ludowych. Demonstracje w obronie Konstytuanty zostały stłumione przy użyciu broni palnej. Rozpędzenie Konstytuanty, pierwszego demokratycznie wybranego parlamentu Rosji, przez bolszewików było początkiem wojny domowej w Rosji. Rewolucja bolszewicka doprowadziła do powstawania na całym świecie frakcji komunistycznych w partiach socjalistycznych i partii komunistycznych, których strukturą nadrzędną stała się powołana w 1919 z inicjatywy partii bolszewickiej Międzynarodówka Komunistyczna (Komintern) z siedzibą w Moskwie oraz jej aparat wykonawczy (Komitet Wykonawczy Kominternu).
W 1920 Armia Czerwona na czele z Lwem Trockim zwyciężyła Białych. Po powstaniu w Kronsztadzie i powstaniu tambowskim bolszewicy byli zmuszeni do wprowadzenia Nowej Polityki Ekonomicznej (NEP). Własność prywatna pozostała w rękach małych i średnich przedsiębiorstw chłopskich, duży przemysł natomiast był kontrolowany przez państwo. W 1922, czwarty kongres Międzynarodówki Komunistycznej podjął politykę zachęcającą komunistów do porozumienia z socjaldemokratami, polityka ta została jednak odrzucona po nieudanym aliansie Komunistycznej Partii Wielkiej Brytanii i Partii Pracy. W 1923 umierający Lenin, widząc rosnący w państwie radzieckim autorytaryzm, stwierdził, że Rosja powróciła do burżuazyjnej maszyny carskiej. Po śmierci Lenina w styczniu 1924, mimo jego woli, ZSRR pozostawał pod coraz większą kontrolą Józefa Stalina. Stalin stworzył biurokratyczno-totalitarny rząd, uznany przez socjalistów za podważenie początkowych ideałów rewolucji październikowej.
Rewolucja rosyjska z października 1917 przyniosła ostateczny podział ideologiczny między komunistami a socjalistami.

### Rozwój socjaldemokracji i demokratycznego socjalizmu w XX wieku

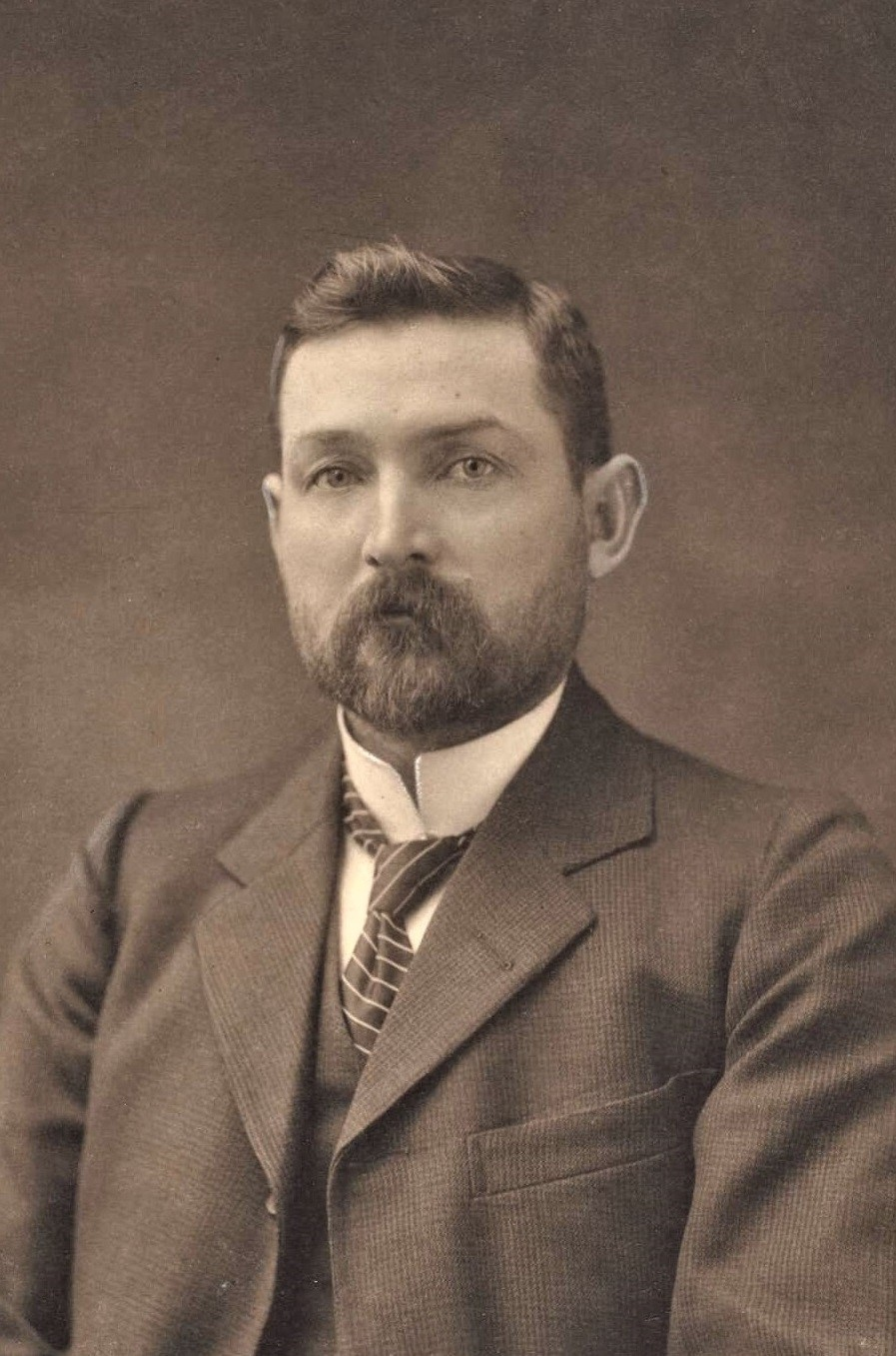
Chris Watson, pierwszy socjaldemokratyczny premier na świecie (Australia).

Australijska Partia Pracy jest uznawana za pierwszą partię socjaldemokratyczną na świecie (powstała w 1891). W 1904 Australijczycy wybrali pierwszego socjalistycznego premiera na świecie, Chrisa Watsona. W 1945 wybory w Wielkiej Brytanii wygrała Partia Pracy, na czele rządu stanął Clement Attle rozpoczynając realizacje programu socjalistycznego w tym kraju. Partie socjaldemokratyczne zdominowały politykę powojenną w państwach takich jak: Francja, Włochy, Czechosłowacja, Belgia i Norwegia. W Szwecji, Szwedzka Socjaldemokratyczna Partia Robotnicza sprawowała władzę w latach 1937–1976, 1982–1991 i 1994–2006. We Francji socjalistyczny rząd znacjonalizował spółki takie jak: Charbonnages de France (CDF), Électricité de France (EDF), Gaz de France (GDF), Air France, Banque de France, i Régie Nationale des Usines Renault. Po II wojnie światowej rządy socjaldemokratyczne wprowadziły reformy społeczne i redystrybucję bogactw przez dobrobyt państwa i podatki.
Na politykę Partii Pracy wpłynęły poglądy reformatora społecznego i ekonomisty, Williama Beveridge’a, który określił pięć punktów zła klasy robotniczej okresu przedwojennego: chcę (bieda), choroby, ignorancja (brak dostępu do edukacji), nędza (złe warunki mieszkaniowe) i bezczynność (bezrobocie). Po przejęciu władzy w kraju w 1945, rząd laburzystów wprowadził zasiłek dla bezrobotnych, system ubezpieczeń społecznych i państwowych emerytur. Minister zdrowia, Aneurin Bevan, utworzył Narodową Służbę Zdrowia (National Health Service). Rząd laburzystowski znacjonalizował główne obiekty użyteczności publicznej takie jak: kopalnie, złoża węglu, gaz, energie elektryczną, koleje, żelazo i stal. Anthony Crosland przyznał, że rząd Attle znacjonalizował ok. 25% przemysłu krajowego. Kolejny rząd laburzystów w latach 1974–1979 znacjonalizował produkcję samochodów, duże przedsiębiorstwa lotnicze i okrętowe.
W USA również można było dostrzec elementy gospodarki planowej, mianowicie powołane podczas II wojny światowej biuro regulujące ceny i płace istniejące w latach 1941–1947. Do 1964 najwyższa stawka podatkowa wynosiła około 90%, a do 1982 – 70%.
Specyficzny model państwa nazwany modelem nordyckim, został przyjęty przez partie socjaldemokratyczne w Danii, Islandii, Norwegii, Szwecji i Finlandii. Ta szczególna adaptacja mieszanki gospodarki rynkowej i hojnego (w stosunku do innych krajów rozwiniętych) państwa opiekuńczego różni się od innych modeli w innych krajach, poprzez nacisk modelu nordyckiego na maksymalizację udziału w rynku pracy, promowania równości płci, egalitarne i rozległe poziomy świadczeń socjalnych, dużą skalę redystrybucji i liberalne stosowanie polityki fiskalnej. Model ten promuje w szczególności ruch związkowy. W 2008 w Finlandii do związków zawodowych należało ponad 67,5% pracowników, w Danii – 67,6%, a w Szwecji – 68,3%. W porównaniu przynależność związkowa w USA wynosiła 11,9%, a we Francji 7,7%. Model nordycki nie jest jednak jednolitym systemem państwa – każdy z krajów nordyckich ma swoje modele ekonomiczne i społeczne, czasem wyróżniające się od innych państw regionu.
Wiele partii socjaldemokratycznych, zwłaszcza po zakończeniu zimnej wojny, przyjęło neoliberalną politykę rynkową, obejmującą prywatyzację i deregulację, co skutkowało zaprzestaniem prowadzenia gospodarki umiarkowanego socjalizmu na rzecz liberalizmu rynkowego. Pomimo nazwy, prokapitalistyczne tendencje w ruchu socjaldemokratycznym są radykalnie odmienne od wielu niekapitalistycznych rynkowych teorii socjalistycznych obowiązujących w historii. W 1959 r. Socjaldemokratyczna Partia Niemiec przyjęła nowy program odrzucający walkę klas i marksizm. 
W 1980, wraz z rządami w wielu krajach neoliberalnych polityków konserwatywnych, takich jak Ronald Reagan w USA, Margaret Thatcher w Wielkiej Brytanii i Brian Mulroney w Kanadzie, znacznie osłabło znaczenie państwa opiekuńczego i systemu opieki społecznej, które przez polityków liberalnych gospodarczo uważane jest za przeszkodę dla prywatnej przedsiębiorczości. W latach 80. i 90. zachodnioeuropejscy socjaliści zostali zmuszeni do pogodzenia swoich socjalistycznych programów gospodarczych z zasadami wolnego rynku opartego na wspólnej europejskiej gospodarce. W latach 90. lewicowy premier Wielkiej Brytanii z ramienia Partii Pracy, Tony Blair, zakładał politykę opartą na gospodarce wolnorynkowej oraz prowadzenie usług publicznych przez prywatnych przedsiębiorców; system ten został nazwany trzecią drogą.
W 1992 powstała Partia Europejskich Socjalistów mająca grupować europejskie partie socjalistyczne i uczestniczyć w polityce Unii Europejskiej.

### XXI w.

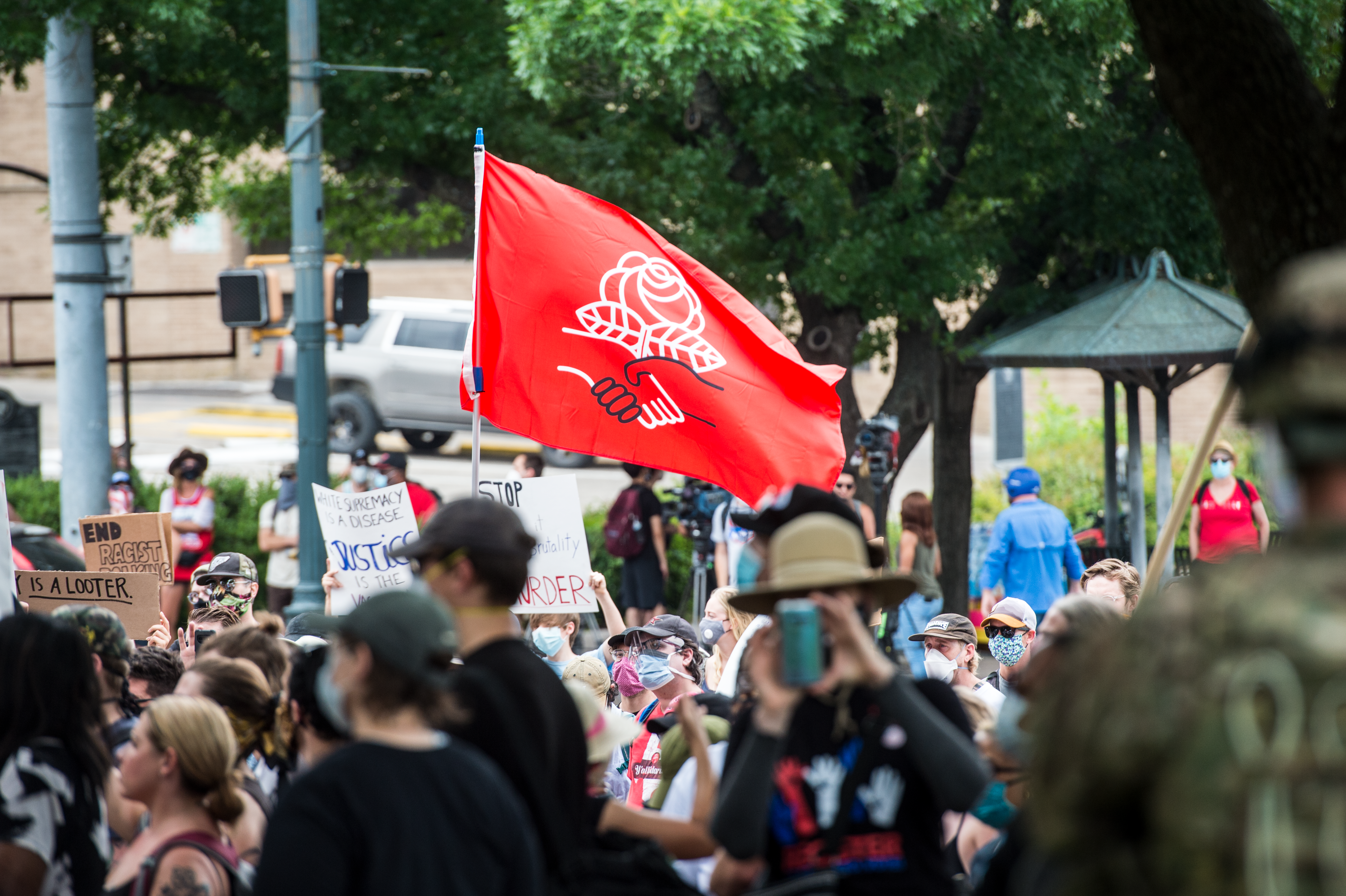
Demonstracja w Austin w USA zorganizowana przez Demokratycznych Socjalistów Ameryki

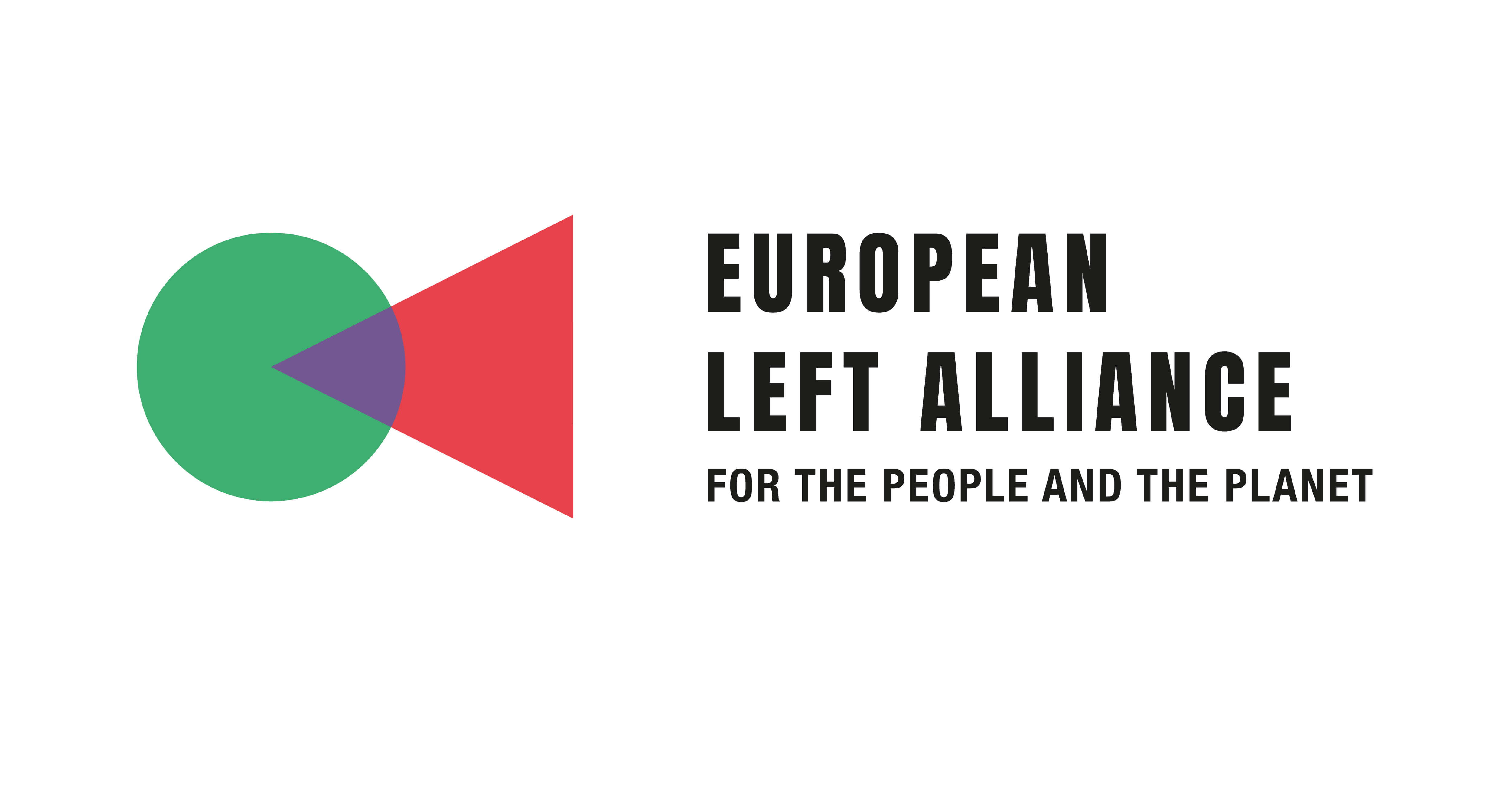
Logo Europejskiego Sojuszu Lewicy dla Ludzi i Planety, europejskiej partii polityczna zrzeszającej w większości unijne partie o profilu socjalistyczno-demokratycznym i socjaldemokratycznym

Na przełomie XX i XXI wieku na sile przybrały ruchy antykapitalistyczne i alterglobalistyczne. Ruch socjalistyczny odegrał ważną rolę w tworzeniu nowych ruchów społecznych. Inwazja na Irak w 2003 r. doprowadziła do wzmożonego ruchu antywojennego w ugrupowaniach lewicowych. Rzecznikiem nowych ruchów lewicowych stał się m.in. amerykański intelektualista Noam Chomsky. Kryzys finansowy rozpoczęty w 2007 r. doprowadził do dyskusji głównego nurtu socjalistycznego na temat marksizmu. W dniu 28 stycznia 2009 gdy miało miejsce spotkanie w Davos, magazyn Times opublikował artykuł Przemyśleć Marksa. Sondaż BBC na dwudziestą rocznicę upadku muru berlińskiego (2009) stwierdził, że 23% respondentów uważa, że kapitalizm jest pełen wad i potrzebny jest inny system ekonomiczny. Liczba Francuzów zgadzających się z tą opinią wyniosła ponad 40%, z kolei 50% Amerykanów podzieliło opinię, że kapitalizm ma problemy, które można rozwiązać dzięki regulacji i reformom. Spośród 27 badanych krajów, 22 wyraziło poparcie dla rządów chcących bardziej równomiernej dystrybucji bogactwa.
Od lat 90. wiele głównych partii demokratycznosocjalistycznych i socjaldemokratycznych stopniowo przesuwało się ku centrum lub prawicy. Na prawym skrzydle ruchu socjalistycznego w 2013 powołano do życia Progresywny Sojusz – organizację zrzeszającą obecnych lub byłych członków Międzynarodówki Socjalistycznej, której celem jest stworzenie globalnej sieci ugrupowań o charakterze progresywnym, demokratycznym, socjaldemokratycznym, socjalistycznym i pracowniczym. W Europie partie socjaldemokratyczne i socjalistyczne współpracują również w ramach Partii Europejskich Socjalistów, Partii Europejskiej Lewicy, Europejskiego Sojuszu Lewicy dla Ludzi i Planety i Sojuszy Nordyckiej Zielonej Lewicy.
W pierwszych dekadach XXI wieku wiele tradycyjnych partii socjaldemokratycznych i demokratycznosocjalistycznych doświadczyło znacznego spadku poparcia społecznego. Proces ten bywa określany mianem pasokifikacji (od greckiej partii PASOK), która między 2009 a 2015 rokiem zanotowała spadek poparcia w wyborach krajowych z 43,9% do zaledwie 4,7%, głównie w wyniku krytykowanego zarządzania kryzysem zadłużeniowym oraz wprowadzania drastycznych środków oszczędnościowych. Podobne zjawiska obserwowano także w innych krajach – Partia Socjalistyczna we Francji, po zwycięstwie w wyborach prezydenckich w 2012, szybko zaczęła tracić poparcie; Socjaldemokratyczna Partia Niemiec odnotowała spadek znaczenia politycznego w latach 2005–2019; Izraelska Partia Pracy – niegdyś dominująca siła polityczna – zdobyła zaledwie 4,43% głosów w wyborach parlamentarnych w kwietniu 2019, a peruwiański Amerykański Rewolucyjny Sojusz Ludowy przeszedł od statusu partii rządzącej w 2011 do pozycji ugrupowania marginalnego.
Spadek znaczenia głównego nurtu partii socjalistycznych i socjaldemokratycznych otworzył przestrzeń dla bardziej radykalnych i populistycznych ugrupowań lewicowych. Do najważniejszych z nich należą: Sinn Féin w Republice Irlandii i Irlandii Północnej (reprezentująca również nacjonalistyczny elektorat Irlandii Północnej), Partia Lewicy w Szwecji, Podemos w Hiszpanii, Syriza w Grecji (sprawująca władzę w latach 2015–2019), Die Linke w Niemczech oraz La France Insoumise we Francji, ruch Abahlali baseMjondolo w Południowej Afryce. W innych krajach odrodzenie idei lewicowych nastąpiło wewnątrz partii głównego nurtu, jak miało to miejsce w przypadku Jeremy’ego Corbyna w Wielkiej Brytanii czy Berniego Sandersa oraz Alexandri Ocasio-Cortez w Stanach Zjednoczonych. Zauważalna jest również rosnąca popularność takich organizacji jak Demokratyczni Socjaliści Ameryki, którzy w 2015 posiadali 5 tys. zarejestrowanych członków, a w 2024 już 75 tys.
Stosunkowo niewiele z radykalniejszych partii lewicowych dotychczas zdobyło władzę na poziomie krajowym w Europie, choć niektóre ugrupowania o umiarkowanym charakterze socjalistycznym zdołały utrzymać się u steru rządów, jak na przykład Partia Socjalistyczna w Portugalii.
Bhaskar Sunkara, założyciel amerykańskiego pisma socjalistycznego „Jacobin”, stwierdził, że trwała atrakcyjność socjalizmu wynika z powszechnej nierówności, „ogromnego cierpienia” generowanego przez współczesny kapitalizm, funkcjonowania pracy najemnej „opartej na eksploatacji i dominacji człowieka przez człowieka”, a także z narastających kryzysów ekologicznych, takich jak zmiana klimatu. Z drugiej strony, Mark J. Perry z konserwatywnego amerykańskiego think tanku American Enterprise Institute (AEI) argumentuje, że mimo chwilowego odrodzenia idei socjalistycznych, system ten pozostaje „wadliwy, oparty na błędnych zasadach, które są niezgodne z ludzką naturą i niezdolne do rozwinięcia ludzkiego ducha”.

### Socjalizm w krajach trzeciego świata

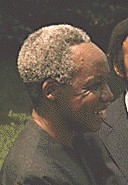
Julius Nyerere, pierwszy prezydent niepodległej Tanzanii i ideolog socjalizmu afrykańskiego

Afrykański socjalizm był i nadal jest główną ideologią na całym kontynencie. Twórca socjalizmu afrykańskiego, Julius Nyerere, znajdował się pod wpływem socjalizmu fabiańskiego, był zwolennikiem wiejskich tradycji Afrykanów. Opracował model przyszłej gospodarki znany jako ujamaa, system kolektywizacji, który – zgodnie z doktryną Nyerere – był obecny na kontynencie przed kolonializmem. Zasadniczo wierzył w to, że Afrykanie byli już socjalistami. Innymi znanymi afrykańskimi socjalistami byli: Jomo Kenyatta, Kenneth Kaunda, Kwame Nkrumah. Według krytyków, Afrykański Kongres Narodowy z RPA zrezygnował częściowo z ideałów na rzecz pragmatyzmu i wszedł na neoliberalną drogę. Obecnie wiele państw afrykańskich rządzonych przez lewicę jest oskarżanych o wykorzystywanie w ekonomii tendencji neoliberalnych. W Azji partie socjalistyczne najbardziej popularne są w Indiach i Nepalu, na większości terenów Dalekiego Wschodu lewica socjalistyczna jest słabsza od antyimperialistycznych ruchów skrajnej lewicy (np. maoizmu).
W Ameryce Południowej ideologie lewicowe stały się popularniejsze, zjawisko to określa się czasem jako różowa fala. Hugo Chávez przyjął doktrynę znaną jako socjalizm XXI wieku, w ślad za nim poszedł prezydent Rafael Correa. Innymi socjalistycznymi przywódcami w Ameryce Południowej są: Evo Morales i Daniel Ortega.

## Polityka
Istnieje wiele odmian socjalizmu, które potrafią znacząco się od siebie różnić. W związku z tym nie ma jednej, uniwersalnej definicji tej ideologii. Poniżej przedstawiono przykładowe nurty.

### Demokratyczny socjalizm
Nowoczesny socjalizm demokratyczny jest szerokim ruchem politycznym który stara się propagować ideały socjalizmu w ramach systemu demokratycznego. Wielu demokratycznych socjalistów wspiera socjaldemokrację jako drogę do reformy obecnego systemu, jeszcze inni wspierają taktyki rewolucyjne w celu ustanowienia socjalistycznych celów. Nowoczesna socjaldemokracja podkreśla program stopniowej reformy legislacyjnej kapitalizmu w celu uczynienia go bardziej sprawiedliwym i ludzkim, a teoretycznym celem dla socjaldemokracji i demokratycznego socjalizmu jest budowa społeczeństwa socjalistycznego. Te dwa ruchy są bardzo podobne, zarówno w terminologii, jak i ideologii, choć istnieje kilka kluczowych różnic między nimi.
Demokratyczny socjalizm na ogół odnosi się do każdego ruchu politycznego, który dąży do stworzenia gospodarki opartej na demokracji gospodarczej. Demokratyczni socjaliści sprzeciwiają się centralizmowi demokratycznemu i rewolucyjnej partii awangardowej w stylu leninowskim. Demokratyczny socjalizm jest trudny do zdefiniowania i różne grupy uczonych mają diametralnie różne definicje tego pojęcia. Niektóre definicje odnoszą się po prostu do wszystkich form socjalizmu których następstwem jest ewolucyjna, reformistyczna droga do socjalizmu, a nie rewolucja.

### Socjaldemokracja

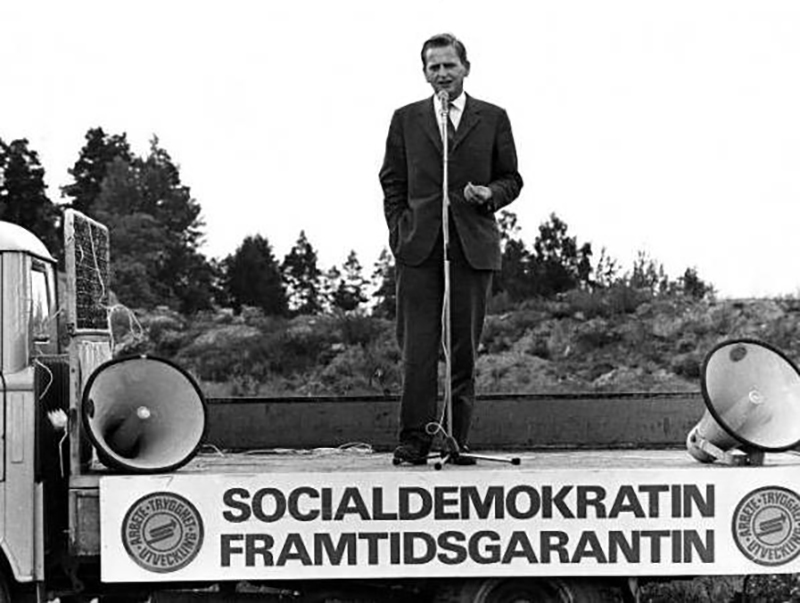
Olof Palme, premier Szwecji z ramienia Szwedzkiej Socjaldemokratycznej Partii Robotniczej w latach 1969–1979

Tradycyjni socjaldemokraci zalecają budowę socjalizmu poprzez działanie w ramach istniejącego systemu politycznego kapitalizmu. Ruch socjaldemokratyczny stara się wybierać socjalistów do gabinetów politycznych w celu przeprowadzenia prospołecznych reform. Nowoczesny ruch socjaldemokratyczny natomiast w dużej mierze porzucił cel zmierzania w kierunku gospodarki socjalistycznej, zamiast tego opowiada się za społecznymi reformami w celu poprawy kapitalizmu, poprzez budowę państwa opiekuńczego, zasiłków dla bezrobotnych itd. System taki w ciągu ostatnich kilkudziesięciu lat został wykorzystany w Szwecji, Danii, Norwegii i Finlandii. Takie podejście zostało nazwane modelem skandynawskim.

### Socjalizm autorytarny
Socjalizm autorytarny jest formą ustroju społeczno-gospodarczego, która łączy elementy gospodarki socjalistycznej z autorytarnym modelem władzy politycznej. Systemy te definiują się jako socjalistyczne, lecz odrzucają zasady liberalnej demokracji, takie jak wielopartyjność, wolność zgromadzeń, wolność słowa oraz prawo do uczciwego procesu (habeas corpus). Odrzucenie tych zasad bywa uzasadniane potrzebą ochrony przed kontrrewolucją lub traktowane jako środek do realizacji celów socjalistycznych. W literaturze przedmiotu i publicystyce mianem państw socjalizmu autorytarnego określano m.in. Związek Socjalistycznych Republik Radzieckich, Chińską Republikę Ludową, Kubę oraz ich sojuszników.

#### Leninizm
Leninizm jest teorią opracowaną przez Włodzimierza Lenina. Promuje on utworzenie partii awangardowej, prowadzonej przez zawodowych rewolucjonistów, prowadzących klasę robotniczą do podboju państwa. Teoria leninowska odrzuca naturalny rozpad kapitalizmu, zdaniem leninistów pracownicy w realizacji swoich celów wymagają rewolucyjnej awangardy. Po obaleniu burżuazyjnej dyktatury przez rewolucję socjalistyczną, leniniści dążą do stworzenia państwa socjalistycznego, w którym klasa robotnicza byłaby u władzy. Państwo to miałoby być fundamentem na przejściu do komunizmu (bezklasowego społeczeństwa). W tym stanie, partia awangardowa pełni rolę centralnego jądra w organizacji społeczeństwa socjalistycznego, przewodnicząc jednopartyjnemu systemowi politycznemu. Leninizm odrzuca pluralizm polityczny widząc w nim szkodliwe podziały i destrukcje. Zamiast tego leninizm opowiada się za koncepcją centralizmu demokratycznego.
Po śmierci Lenina w 1924, leninizm rozpadł się na wiele przeciwstawnych nurtów, z których głównymi były totalitarny stalinizm i maoizm oraz antytotalitarny trockizm.

### Wolnościowy socjalizm

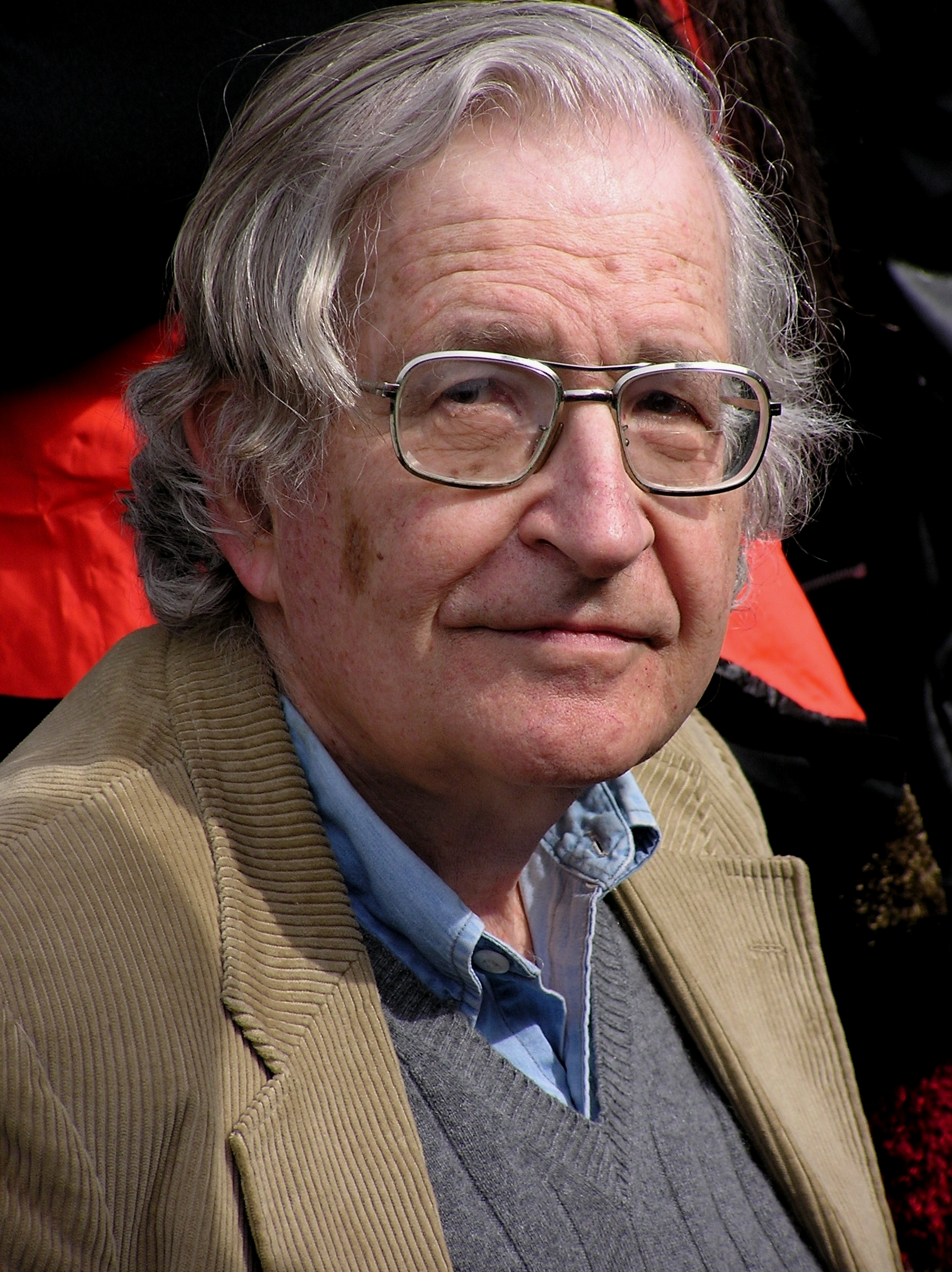
Noam Chomsky czołowy działacz wolnościowego socjalizmu

Socjalizm wolnościowy jest terminem używanym często jako synonim anarchizmu, w bardziej ogólnym sensie jest stosowany wobec innych nurtów socjalizmu bazujących na innych fundamentach filozoficznych (takich jak marksizm) które odrzucają skostniałe ich zdaniem organizacje partyjne oraz struktury państwa. Socjalizm wolnościowy jest więc nurtem niehierarchicznym, niebiurokratycznym i bezpaństwowym. Wolnościowi socjaliści przeciwstawiają się wszelkim formom przymusu organizacji społecznej, wspierają swobodne zrzeszanie się w miejsce rządu. Prądami wolnościowego socjalizmu są marksistowskie tendencje takie jak: komunizm rad, autonomizm, luksemburgizm, jak również niemarksistowskie ruchy takie jak komunalizm, anarchizm (anarchokomunizm, anarchosyndykalizm, anarchokolektywizm, mutualizm) czy ekonomia uczestnicząca, oraz niektóre warianty socjalizmu utopijnego i anarchoindywidualizmu.

#### Anarchizm
Anarchizm uznaje państwo za niepotrzebne i szkodliwe, argumentując, że państwo nie może być użyte do budowy gospodarki socjalistycznej i proponuje alternatywę opartą na sfederowanych i zdecentralizowanych wspólnotach autonomicznych. Państwo zdaniem anarchistów jest jednym z elementów aparatu przymusu, dążącego do zniewolenia wolnej jednostki. Obejmuje on zarówno zwolenników anarchoindywidualizmu, jak i ruchów anarchizmu społecznego. Anarchokomuniści postulują bezpośrednie przejście z kapitalizmu do wolnościowego komunizmu, anarchosyndykaliści prowadzą walkę o prawa pracownicze na drodze akcji bezpośredniej i strajków generalnych. Anarchokolektywiści wywodzą się z mutualizmu, który został zreformowany przez Michaiła Bakunina. Anarchokolektywiści postulują spółdzielczość i wynagrodzenie pracy w oparciu o ilość czasu który przyczynił się do produkcji.

### Socjalizm religijny

#### Socjalizm chrześcijański

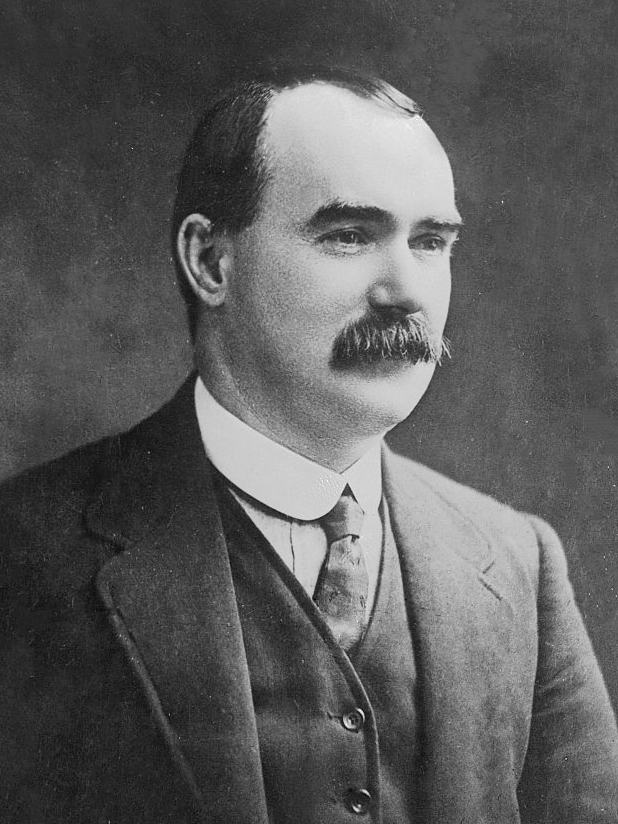
James Connolly, któremu przypisuje się stworzenie fundamentów chrześcijańskiego socjalizmu w Irlandii.

Wielu myślicieli i działaczy łączyło nauki chrześcijaństwa z ideami socjalistycznymi. Takie połączenie opiera się najczęściej na przekonaniu, że socjalistyczny model gospodarczy znajduje uzasadnienie w Biblii oraz w naukach Jezusa Chrystusa. Zwolennicy chrześcijańskiego socjalizmu postulują sprawiedliwość społeczną, wspólnotową organizację życia oraz potępiają kapitalizm jako system oparty na chciwości, którą uznają za grzech i formę bałwochwalstwa.
W opinii wielu chrześcijańskich socjalistów kapitalizm stanowi źródło nierówności społecznych, ponieważ promuje postawy egoistyczne i skoncentrowane na zysku, kosztem dobra wspólnego. Ruch chrześcijańskiego socjalizmu zyskał szczególne znaczenie w XIX-wiecznej Wielkiej Brytanii, gdzie uformowały się pierwsze struktury organizacyjne tej idei. Jedną z najważniejszych organizacji pozostaje założony w XX wieku Christian Socialist Movement, który od 2013 działa pod nazwą Christians on the Left i jest powiązany z brytyjską Partią Pracy.
Zgodnie z definicją Encyclopædia Britannica, socjalizm to „doktryna społeczna i ekonomiczna, która opowiada się za publiczną, a nie prywatną własnością lub kontrolą nad majątkiem i zasobami naturalnymi”. W myśli socjalistycznej zakłada się, że jednostki funkcjonują w społecznej współzależności, a wytworzone dobra są efektem zbiorowego wysiłku i jako takie powinny służyć dobru ogółu. Wczesne wspólnoty chrześcijańskie również praktykowały wspólne użytkowanie dóbr i pracy, co można uznać za wczesną, prostą formę socjalizmu. Praktyki takie kontynuowane są do dziś w niektórych zakonach monastycznych.

#### Islamski socjalizm
Islamski socjalizm to termin ukuty przez różnych muzułmańskich przywódców do opisu bardziej religijnych form socjalizmu. Muzułmańscy socjaliści uważają, że nauki Koranu i Mahometa są zgodne z zasadami równości. Islamscy socjaliści są bardziej konserwatywni niż socjaliści z innych wyznań i odnajdują swoje korzenie w antyimperializmie i antykolonializmie. Islamscy przywódcy socjalistyczni odwołują się do demokracji i publicznej legitymizacji mandatu sprawowania władzy.

#### Socjalizm dhāmmiczny
Socjalizm dhāmmiczny jest nazwą koncepci „Oświeconego Społeczeństwa” („Społeczeństwa Nibbany”) stworzonej przez tajskiego mnicha bhikkhu Buddhadasę w latach 70., także twórcy szkoły buddyjskiej Suan Mokkh.
Socjalizm dhāmmiczny łączy dwa fakty:
- pierwsze – człowiek nieodmiennie jest istotą społeczną, która żyje razem tworząc społeczeństwo, którego podstawą są wzajemne relacje, kooperacja i pomoc w rozwiązywaniu problemów i dukkha (pāli. cierpienie) w codziennym życiu.

- drugie – socjalizm może ulec rozkładowi. Podejmowano już różne próby utworzenia socjalizmu i wiele z nich było niewłaściwych, to znaczy: autorytarnych, skorumpowanych i pełnych przemocy. Bhikkhu Buddhadasa naciskał, iż socjalizm musi być ukształtowany przez Dhāmmę (sanskr. Dharma) by był uczciwy, moralny i odżegnywał się od przemocy.

### Ekosocjalizm
Ekosocjalizm (inaczej zielony socjalizm) jest ideologią łączącą socjalizm z ekologizmem.
Pierwsze koncepcje ekosocjalistyczne powstały już w latach 80. i 90. XIX wieku w Wielkiej Brytanii. W trakcie rewolucji październikowej próby wszczepienia ekologicznych przekonań do partii bolszewickiej zakończyły się fiaskiem, czego efektem stała się, sprzeczna z zasadami zrównoważonego rozwoju, polityka przemysłowa ZSRR, a następnie całego bloku wschodniego.
Na Zachodzie ekosocjalizm szedł w parze z feminizmem, zaś na globalnym Południu uznany został za ekologię dla ubogich. Ważnymi publikacjami stały się m.in. Ekosocjalizm: od głębokiej ideologii do sprawiedliwości społecznej z 1994 autorstwa Davida Peppera, oraz Manifest ekosocjalistyczny z 2001 – Joela Kovela i Michaela Lowy’ego.
Zieloni socjaliści łączą ze sobą socjalizm, marksizm i ekologię. Są zdeklarowanymi alterglobalistami, uważającymi kapitalizm za przyczynę wszelkich nierówności społecznych, wojen i degradacji środowiska naturalnego. Sprzeciwiają się energetyce jądrowej i akceptują wartości pacyfistyczne.
Ideologia ta jest szczególnie popularna w krajach nordyckich – m.in. Partia Lewicy (Szwecja), Sosialistisk Venstreparti (Norwegia), Socjalistyczna Partia Ludowa (Dania), Sojusz Lewicy (Finlandia), Ruch Zieloni-Lewica (Islandia).

### Syndykalizm
Syndykalizm jest ruchem społecznym, który działa poprzez związki zawodowe, odrzucając przy tym socjalizm państwowy lub wykorzystanie instytucji państwa do budowy socjalizmu. Syndykaliści opowiadają się za socjalistyczną gospodarką opartą na związkach federacji lub syndykatów pracowników, którzy posiadają i zarządzają środkami produkcji.

### Socjalistyczny feminizm

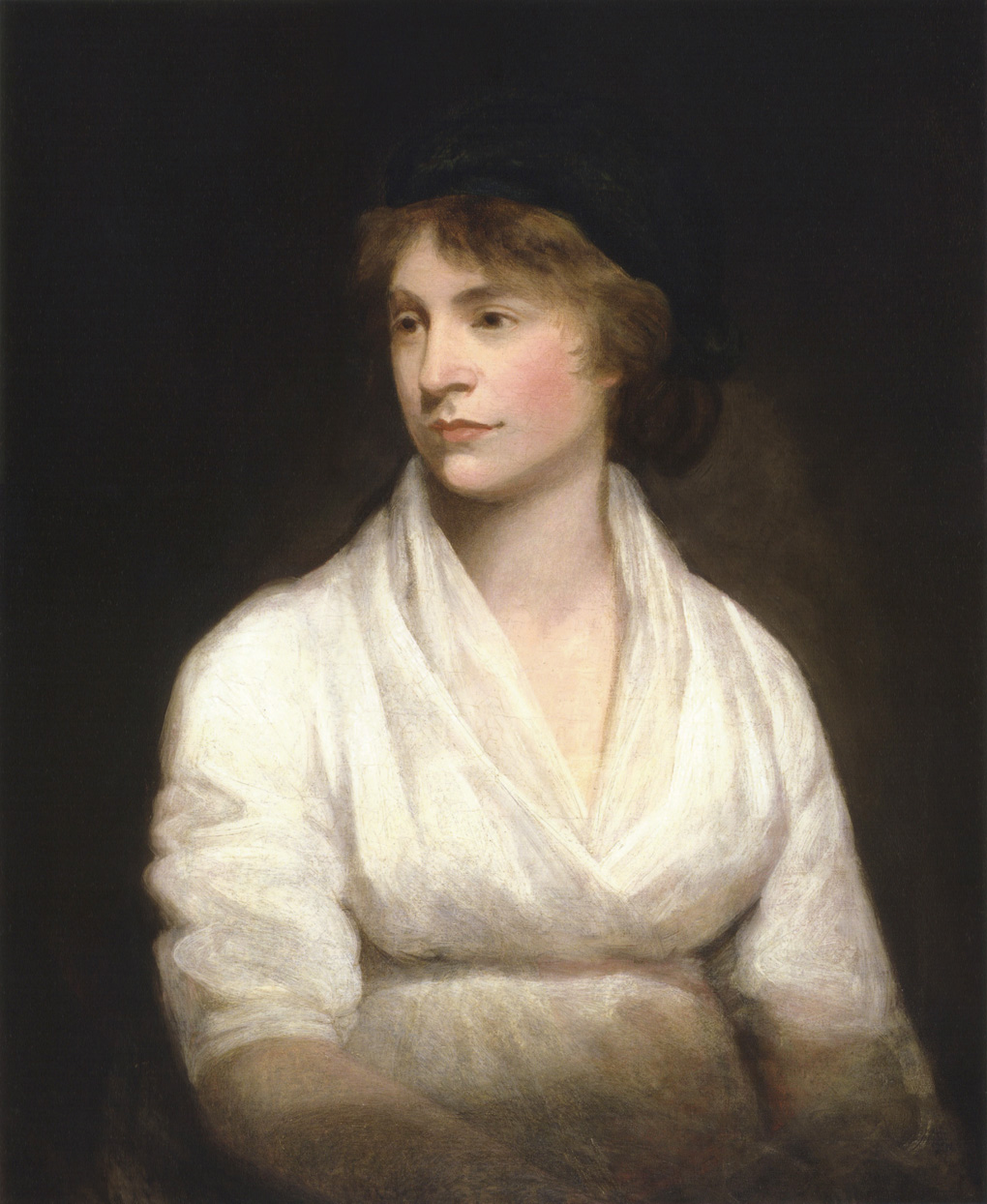
Początków socjalistycznego feminizmu można doszukiwać się już w Wołanie o prawa kobiety autorstwa Mary Wollstonecraft

Socjalistyczny feminizm jest neolewicowym ruchem politycznym powstałym na przełomie lat 60. i 70. XX wieku jako jedna z gałęzi ruchu feministycznego. Jego początków można doszukiwać się jednak w publikacji Wołanie o prawa kobiety autorstwa Mary Wollstonecraft z 1792 oraz publikacji Williama Thompsona z początków XIX wieku. Pierwszą publikacją, która użyła terminu socjalistycznego feminizmu, była prawdopodobnie publikacja Socialist Feminism: A Strategy for the Women's Movement wydana w 1972 przez Chicagowski Związek Wyzwolenia Kobiet. Socjalizm feministyczny był początkowo popierany w Europie Zachodniej, jednak z powodu utożsamiania socjalizmu z totalitaryzmem i dogmatem, idea straciła na znaczeniu.
Według zwolenników socjalistycznego feminizmu, cel można osiągnąć poprzez działania na rzecz zakończenia ekonomicznego i kulturowego wyzyskiwania kobiet oraz poprzez wyeliminowanie uprzedzeń dotyczących płci, pochodzenia etnicznego i klasy społecznej . Współcześni zwolennicy tej idei poruszają również problem nierówności w wynagrodzeniach kobiet i mężczyzn . Widzą też potrzebę współpracy z mężczyznami, którzy również byli wyzyskiwani przez kapitalizm.
Idea ta jest uważana za rozszerzenie argumentów zwolenników feminizmu marksistowskiego w kwestii roli kapitalizmu w wyzyskiwaniu kobiet i wspólnie podziela stosunek radykalnego feminizmu do płci i patriarchatu . Zwolennicy socjalistycznego feminizmu odrzucają jednak popierane przez radykalnych feministów twierdzenie, że patriarchat jest jedynym lub głównym źródłem ucisku kobiet ; uważają natomiast, że wyzysk kobiet wynika z powodu ich zależności finansowej od mężczyzn. Próbował połączyć walkę przeciwko wyzyskowi kobiet wraz z walką przeciwko dyskryminowaniu osób z powodu rasy, przynależności do danej klasy społecznej oraz orientacji seksualnych. Część socjalistycznych feministów popiera radykalny feminizm, ponieważ wspólnym celem tych idei jest walka przeciwko patriarchatowi i kapitalizmowi .

### Liberalny socjalizm
Liberalny socjalizm stanowi wariant idei socjalistycznej, postulujący większy liberalizm w gospodarce socjalistycznej. Liberalni socjaliści popierają gospodarkę mieszaną, z sektorem zarówno publicznym jak i prywatnym. Liberalny socjalizm sprzeciwia się leseferyzmowi, ekonomicznemu liberalizmowi i socjalizmowi państwowemu. Zdaniem liberalnych socjalistów wszelkie powstałe na rynku monopole są winą problemów systemu kapitalistycznego, który można naprawić drogą reform i ograniczonego interwencjonizmu państwowego. Postuluje typowe dla innych nurtów socjalizmu wartości wolności i równości, uważając je za zgodne ze sobą i możliwe do osiągnięcia dzięki większej równości ekonomicznej. Twierdzą, że równość ekonomiczna jest niezbędna do większej wolności gospodarczej. Zasady socjalizmu liberalnego zostały opracowanych przez ekonomistów takich jak John Stuart Mill, Eduard Bernstein, George Douglas Howard Cole, John Dewey, Carlo Rosselli, Norberto Bobbio i Chantal Mouffe. Liberalny socjalizm w polityce jest widoczny szczególnie w Wielkiej Brytanii i we Włoszech.
Wariant liberalnego socjalizmu w Wielkiej Brytanii znany jest jako etyczny socjalizm, był postulowany przez byłych premierów Ramsaya MacDonalda, Clementa Attleego oraz Tony’ego Blaira. Program Socjaldemokratycznej Partii Niemiec oficjalnie został stworzony na podstawie „freiheitlicher Sozialismus” (co może być tłumaczone jako liberalny socjalizm lub też bardziej dosłownie wolnościowy socjalizm). Kanclerz Niemiec Zachodnich Willy Brandt często identyfikowany był jako liberalny socjalista.

## Inne użycie terminu
W latach 1917–1991 wielokrotnie nadużywano terminu, stosując go w odniesieniu do państw rządzonych przez partie komunistyczne. W państwach rządzonych przez partie komunistyczne (tzw. państwa socjalistyczne) socjalizm był systemem, w którym środki produkcji były upaństwowione, a gospodarka według ideologii marksistowskiej miała być nastawiona na sprawiedliwy podział dóbr, a nie na zysk właścicieli kapitału. Socjalizm w tym systemie miał być drogą do komunizmu, który w praktyce nigdy nie został zrealizowany jako społeczeństwo bezklasowe.